# Liste lateinischer Phrasen/A

## A

Wappen Kanadas mit dem Motto „A mari usque ad mare“

A.E.I.O.U.
Devise Kaiser Friedrichs III. Zahlreiche Deutungen, die häufigsten:
„Alles Erdreich ist Österreich untertan“. (Offenkundig kein Latein.)
„Austriae Est Imperare Orbi Universo.“ („Es ist Österreich bestimmt, den ganzen Erdkreis zu beherrschen.“)
„Austria Erit In Orbe Ultima“ („Österreich wird auf dem Erdkreis das letzte <Land> sein.“) Diese Auflösung wählte Grillparzer im Jahr 1848 als Überschrift für ein satirisches Gedicht („Flicke, flicke, flicke zu!“).

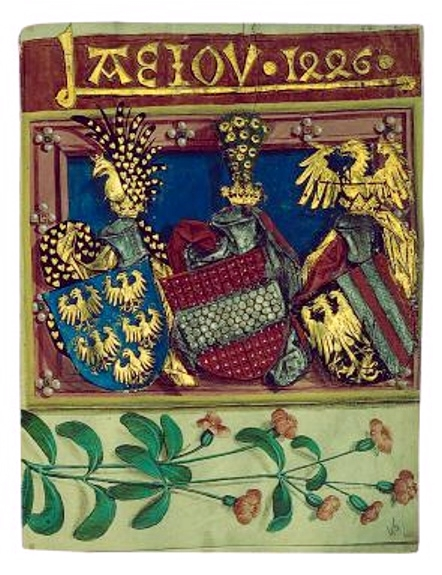
A.E.I.O.U. in der Handregistratur König Friedrichs IV. (des späteren Kaisers Friedrich III.), 1446

 A barba stulti discit tonsor.
„Vom Bart des Dummen lernt der Barbier.“
 A bonis bona disce.
„Von den Guten lerne das Gute!“
 A bove ante, ab asino retro, a stulto undique caveto!
„Hüte dich vor einem Ochsen vorn, vor einem Esel hinten, vor einem Dummkopf von überall!“
 A bove maiore discat arare minor.
„Vom älteren Ochsen lerne der jüngere pflügen.“ Ein Vers aus den Fabeln des Äsop.
Die Lehre aus dieser Fabel: Der Jüngere soll sich auf die Erfahrung und Verantwortung des Älteren verlassen dürfen.
 A cibo bis cocto, a medico indocto, a mala muliere, libera nos, Domine.
„Von aufgewärmtem Essen, einem ungelehrten Arzt, einem bösen Weib befreie uns, Herr!“
Auch bekannt in der Form „A medico indocto, a cibo bis cocto, ab amicitia reconciliata, a mala muliere libera nos, Domine“ – „Von einem ungelehrten Arzt, einer zwei Mal gekochten Speise, einer versöhnten Freundschaft und einer schlechten Frau befreie uns, Herr“.
 A dato (a d.)
„Vom Datum (an)“ – „von diesem Datum an“, „vom Tage der Ausstellung an“; bei Wechseln und Verträgen
 A fortiore (a fortiori)
„Vom Stärkeren her“ – Wendung mit den Bedeutungen „erst recht“, „umso mehr“ bzw. „umso weniger“, „nach dem stärker überzeugenden Grunde“. Für den Erst-recht-Schluss auch: A maiore ad minus, „Vom Größeren zum Kleineren“.
 A fronte praecipitium, a tergo lupi.
„Vorn der Abgrund, hinten die Wölfe.“ – Ausdruck für Ausweglosigkeit, etwas freier übersetzt: „Vor mir klafft der Abgrund, hinter mir lauern die Wölfe.“
In den Adagia des Erasmus von Rotterdam zweisprachig überliefert, griechische Version: Ἔμπροσθεν κρημνὸς, ὄπισθεν λύκοι (Emprosthen kremnos opisthen lykoi).
Entspricht dem deutschen „Wahl zwischen Pest und Cholera“.
 A furore Normannorum libera nos, Domine.
„Vom Wüten der Normannen befreie uns, o Herr!“ – Anrufung im Stil einer Litanei angelsächsischer Mönche im 9. und 10. Jahrhundert, die Gott um Hilfe vor den Überfällen der Normannen anflehten.
 A limine
„Von der Schwelle weg“ – Dieser Rechtsbegriff bezeichnet die mehrheitliche oder einstimmige Bescheidung eines Begehrens gleich zu Anfang eines Verfahrens und ohne weitere Verfahrensschritte.
 A maiore ad minus
„Vom Größeren zum Kleineren“ – Schlussfolgerung z. B. vom Allgemeinen auf das Einzelne
 A mari usque ad mare
„Von Meer zu Meer“ – Wahlspruch Kanadas, abgeleitet von Psalm 72. Der Schild ist außerdem umgeben von einem Band, das die ebenfalls lateinische Aufschrift desiderantes meliorem patriam – „voll Sehnsucht nach einer besseren Heimat“ trägt.
 A mensa et toro
„Von Tisch und Bett“ – Eine Ehe kann geschieden werden, wenn die eheliche Lebensgemeinschaft gemäß § 1353 BGB (mensa et torus) nicht mehr besteht und eine Wiederherstellung nicht mehr zu erwarten ist.
 A minore ad maius
„Vom Kleineren auf das Größere“
 A mundo condito
„Seit Erschaffung der Welt“ – Chronicon Paschale (Osterchronik): „A mundo condito ad Heraclii Imperatoris annum vigesimum“ (Von der Erschaffung der Welt bis zum zwanzigsten Regierungsjahr des Kaisers Heraklius).
 A pedibus usque ad caput
„Von den Füßen bis zum Kopf“ – Eine Redewendung, die in verschiedenen Formulierungen das Gliederungsschema medizinischer Darlegungen war. In diesem Wortlaut belegt aus der Zeit der lateinischen Patristik.
Vergleiche die deutsche Redewendung „Von Kopf bis Fuß“.
 A posse ad esse non valet (consequentia)
„Vom Können zum Sein gilt (der Schluss) nicht.“ Scholastisches Prinzip der Logik
 A posteriori
„Im Nachhinein“ – Nur durch Erfahrung gültig. Bezogen auf die Geltung von Wahrheiten (Erkenntnisse/Wissen/Einsichten), nicht bezogen auf deren psychologische Genese; z. B. ist naturwissenschaftliches Wissen gültig aufgrund dessen empirischer Nachweisbarkeit.
 A priori
„Von vornherein“ – Vor jeder Erfahrung bzw. unabhängig von Erfahrung gültig. Bezogen auf die Geltung von Wahrheiten (Erkenntnisse/Wissen/Einsichten), nicht bezogen auf deren psychologische Genese; z. B. gelten mathematische Wahrheiten, auch ohne einen empirischen Nachweis dafür führen zu müssen.
 A solis occasu, non ab ortu, describe diem.
„Vom Untergang der Sonne her, nicht vom Aufgang beschreibe den Tag.“ – Vergleiche das deutsche Sprichwort: „Man soll den Tag nicht vor dem Abend loben.“
 A verbis ad verbera
„Von Worten zu Schlägen“ – Bezogen auf eine handgreiflich werdende Auseinandersetzung.
 A verbis legis non est recedendum.
„Vom Wortlaut des Gesetzes darf man nicht abweichen.“

## Ab

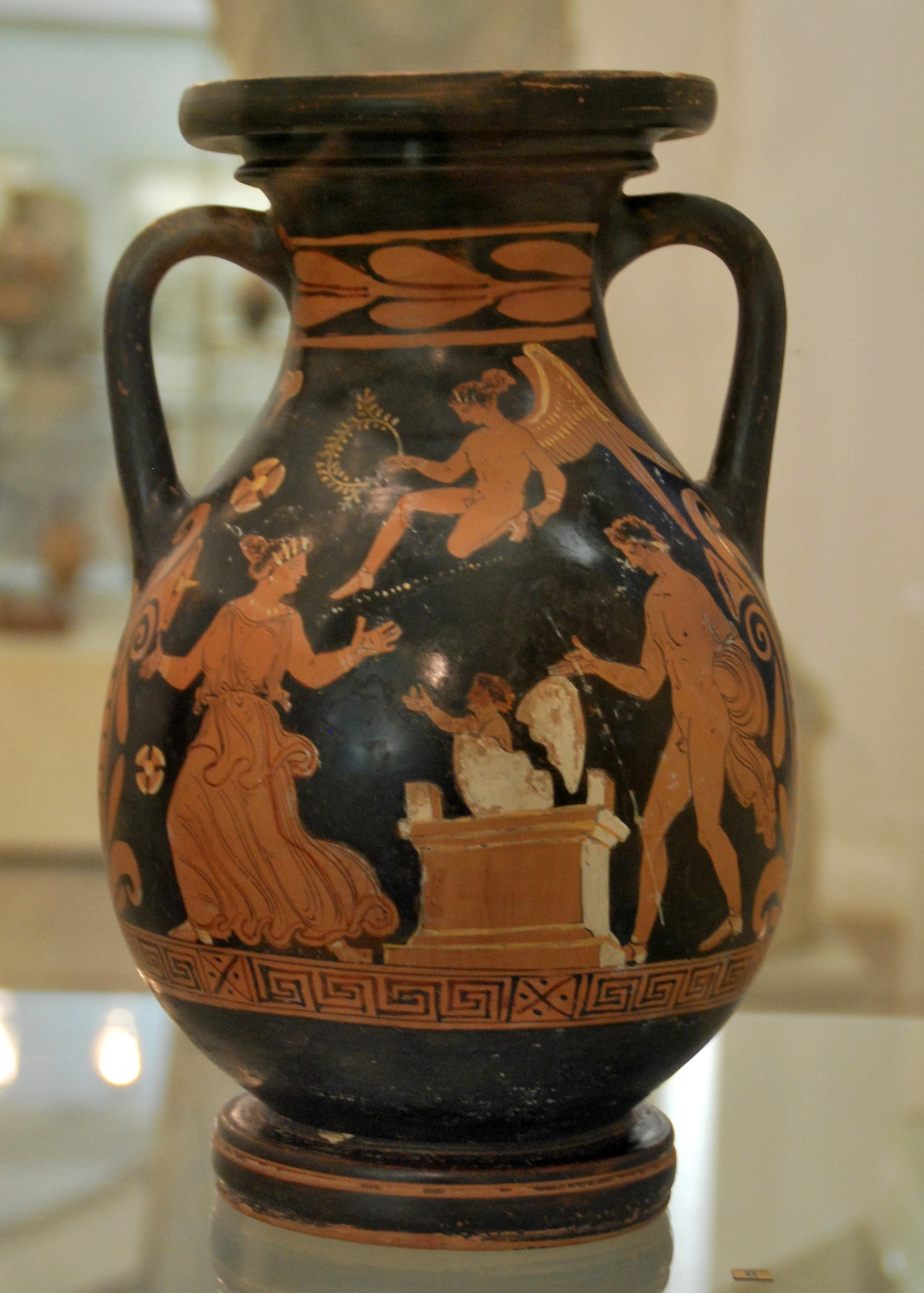
Geburt der Helena aus dem Ei (rotfigurige Pelike)

Ab esse ad posse valet (consequentia)
„Vom Sein zum Können gilt (der Schluss)“. Scholastisches Prinzip der Logik
 Ab hinc
„Von hier an.“
 Ab igne ignem
„Feuer vom Feuer“ – Die Wendung stammt aus Marcus Tullius Ciceros Werk „De officiis“ (I 52) und lautet im Zusammenhang „... sunt illa communia: … pati ab igne ignem capere, si qui velit.“ („... sind allgemeine Leistungen: … Feuer vom Feuer nehmen zu lassen, wenn jemand will.“)
Dieser Satz bezieht sich auf die Pflicht, anderen deren Grundbedürfnisse nicht zu verweigern. (Um Zigaretten ging es damals eher nicht.)
 Ab imo pectore
„Aus der Tiefe (meiner) Brust.“ Nach Lukrez, De rerum natura 3,57, oder Catull, c. 64,198.
Im metrischen Zusammenhang lautet die Stelle: „pectore ab imo“.
 Ab initio
„Von Anbeginn“ oder „von Anfang an“ – Wird häufig in den Naturwissenschaften verwendet. In der Chemie ist zum Beispiel eine Ab-initio-Synthese die Herstellung einer chemischen Verbindung aus grundlegenden Chemikalien. In der Luftfahrt versteht man unter ab initio eine Flugausbildung vom Fußgänger zum Piloten.
 Ab Iove principium generis.
„Der Ursprung des Geschlechts rührt von Jupiter her.“ – Das Zitat stammt aus dem 7. Buch der Aeneis.
 Ab origine
„Vom Ursprung (Anfang)“ (an)
 Ab ovo
„Vom Ei an“ – Bezieht sich auf das Ei der Leda und die Geburt der Helena, deren Entführung später zum Trojanischen Krieg führte; d. h. ein Ereignis umständlich und von dem fernsten Anfangspunkt her berichten. Horaz lobt in seiner Ars poetica (v. 147) Homer, der die Geschichte des Trojanischen Kriegs nicht vom Anfang an aufrollt („nec gemino bellum Troianum orditur ab ovo“: „Und nicht von dem Zwilling-Ei an beginnt er den Trojanischen Krieg“).
 Ab ovo usque ad mala
„Von den Eiern bis zu den Äpfeln“ (wörtlich: „Vom Ei …“) – Horaz (Satire 1,3,6 f)
Gemeint: Von der Vorspeise bis zum Dessert; denn das römische Mahl begann traditionell mit einem Eiergericht und endete mit Früchten.
 Ab urbe condita (A. U. C.)
„Im Jahre … seit der Gründung der Stadt (Rom)“ – Nach der von Marcus Terentius Varro begründeten varronischen Zeitrechnung wurde Rom 440 Jahre nach dem Fall Trojas von Romulus und Remus gegründet, nach Varro im Jahr 753 v. Chr. Seltener wird auch die Bezeichnung post urbem conditam verwendet. Erst in der Spätantike begann sich dieser Bezugspunkt für die Jahreszählung durchzusetzen.

## Abiit
Abiit ad plures.
„Er ging weg zu den Mehreren.“ – Das heißt, er ist gestorben. Zitat von Petronius.
Ähnlich Plautus über den Jüngeren nicht mehr bekannte Dichter: „qui nunc abierunt hinc in communem locum“ („die jetzt abgegangen sind von hier an den Ort für alle“).
 Abiit, excessit, evasit, erupit.
„Er ging weg, entwich, entschlüpfte, brach aus.“ – Kommentar des Redners Cicero über Lucius Sergius Catilina, der durch die Häufung und Steigerung (Klimax) von Synonymen seinen Gedanken nachdrücklich hervorhebt.
 Abiit, non obiit.
„Er ist weggegangen, nicht von uns gegangen.“ – Zitat aus den Werken des Dichters Cicero, die als Inschrift auf Grabsteinen verwendet wird.

## Abiturus
Abiturus
„Im Begriff wegzugehen.“ (PFA von abīre) – Das Abitur bezeichnet in Deutschland den höchsten erreichbaren Schulabschluss.

## Absens
Absens heres non erit.
„Ein Abwesender kann nicht Erbe werden.“

## Absente
Absente reo
„In Abwesenheit des Angeklagten“

## Absit
Absit omen.
„Fern sei ein böses Vorzeichen.“ – Möge sich die Vorahnung nicht bestätigen.
 Absit invidia dicto.
„Neid sei dem Gesagten fern.“ – Zitat aus den Werken des Geschichtsschreibers Titus Livius

## Absolvo
Absolvo. (A.)
„Ich spreche frei.“ – Der Buchstabe A auf dem Stimmtäfelchen stand für die Freisprechung eines Delinquenten. (Cicero: Pro Milone 15)
 Absolvo te.
„Ich spreche dich frei.“ – Absolution bei der Beichte. Der ganze Satz lautet: „Ego te absolvo a peccatis tuis in nomine Patris et Filii et Spiritus Sancti. Amen.“ – „Ich spreche dich frei von deinen Sünden im Namen des Vaters, des Sohnes und des Heiligen Geistes. Amen.“

## Abusus
Abusus digitorum
„Missbrauch der Finger“ – Masturbation/Selbstbefriedigung
 Abusus non tollit usum
„Missbrauch hebt den (richtigen) Gebrauch nicht auf.“ – Der Satz richtet sich gegen die Neigung, etwas abzulehnen, weil es durch falsche Anwendung schädliche Wirkungen verursachen kann.
 Abusus optimi pessimus
„Der Missbrauch des Besten ist der schlimmste.“

## Abyssus
Abyssus abyssum invocat.
„Ein Fehler zieht den anderen nach sich.“ – Wörtlich: „Der Abgrund ruft nach dem Abgrund.“ (Ps 41,8 )

## Accedo
Accedo
„Ich trete bei.“ – Beipflichten zu einer Äußerung, Annahme eines Vorschlags.

## Accidit
Accidit in puncto, quod non speratur in anno.
„In einem Augenblick kann geschehen, was man sich in einem Jahr nicht erhofft hätte.“

## Accipe
Accipe, frater (vel soror), viaticum corporis Domini nostri Jesu Christi, qui te custodiat ab hoste maligno et perducat in vitam aeternam.
„Empfange, Bruder (oder Schwester), als Wegzehrung den Leib unseres Herrn Jesus Christus, der dich behüte vor dem bösen Feind und führe zum ewigen Leben.“ – Formel des Sterbesakraments
 Accipe, cape, rape sunt tria verba Papae.
„Nimm, greif und raub sind die drei Worte des Papstes.“

## Accipere
Accipere quam facere praestat iniuriam.
„Unrecht erleiden ist besser als Unrecht tun.“ – Cicero, Tusculanae disputationes – Gespräche in Tusculum 5, 56, einen Gedanken von Sokrates aufnehmend.

## Accusare
Accusare nemo se debet nisi coram Deo.
„Niemand muss sich selbst bezichtigen, es sei denn vor Gott.“ – Rechtsregel

## Acheronta/Acherontis
Acheronta movebo.
„Ich werde die Unterwelt in Aufruhr versetzen!“ – Wörtlich „Ich werde den Acheron in Bewegung versetzen!“
Verkürzung von „Flectere si nequeo superos, Acheronta movebo.“
Acherontis pabulum
„Futter für den Acheron“ – „Hadesfutter“, ein Schimpfwort im Sinn von Höllenbraten, Galgenstrick. Die Variante pabulum Acherontis ist ebenfalls gebräuchlich.
Bei Plautus, Casina, A[c]cheruntis pabulum
Acheron ist eigentlich der Name eines Flusses in der Unterwelt. Das Wort wird aber auch oft metonymisch im Sinn von Unterwelt – Hades – gebraucht.

## Acriter
Acriter et Fideliter.
„Tapfer und Treu“ – Motto der Päpstlichen Schweizergarde.

## Acta
Acta agere
„Schon Abgetanes tun“ – „leeres Stroh dreschen“; Redewendung nach Terenz: Phormio 419
 Acta Apostolicae Sedis
„Verfügungen des apostolischen Stuhls“ – Gesetzblatt des Vatikans
 Acta Apostolorum
„Taten der Apostel“ – Apostelgeschichte des Lukas
 Acta diurna
„Tägliche Taten“ – von Gaius Iulius Caesar in Rom eingeführte öffentliche Staatschronik zur allgemeinen Kontrolle: Veröffentlichung der vollständigen Protokolle der Verhandlungen vor dem Senat und dem Volk; nach Sueton: De vita Caesarum, Caesar 20,1.
Augustus (vgl. Sueton, Augustus 36,1) schaffte die Veröffentlichung wieder ab.
 Acta est fabula, plaudite!
„Das Spiel ist aus, Applaus!“ – Dieser häufige Endsatz altrömischer Komödien war auch einer der letzten Sätze des römischen Kaisers Augustus auf seinem Totenbett. Sueton: De vita Caesarum, Augustus 99,1
 Acta, non verba.
„Taten, nicht Worte!“ „Taten statt Worte.“
 Acta Sanctorum
„Taten der Heiligen“ – Lebensbeschreibungen der Heiligen und Märtyrer

## Actio
Actio est reactio.
„Aktion ist (gleich) Reaktion“. – „Kraft ist gleich Gegenkraft.“ Drittes Newtonsches Axiom („lex tertia“), das Wechselwirkungsprinzip. Siehe Actio und Reactio.
 Actio in distans.
„Fernwirkung“, wörtlich „Einwirkung auf das Entfernte“ (actio: „Handlung“; distans: PPA zu distare „entfernt sein“). Der Ausdruck bezeichnet eine Beziehung zwischen (mindestens) einer Ursache und einem von ihr räumlich entfernten Objekt, auf das sie einwirkt. Siehe dazu Nahwirkung und Fernwirkung.
 Actio recta non erit, nisi recta fuerit voluntas.
„Eine Handlung ist nicht richtig, wenn ihre Absicht nicht richtig gewesen ist.“
 Actio semel extincta non reviviscit.
„Ein einmal erloschener Anspruch lebt nicht wieder auf.“

## Actiones
Actiones semel inclusae iudicio salvae permanent.
„Einmal vor Gericht gebrachte Ansprüche bleiben erhalten.“

## Actum
Actum ut supra
„Verhandelt wie oben (geschrieben)“ – Diese Phrase findet als abschließende Formel in Protokollen Verwendung und verweist dabei auf das eingangs genannte Datum.

## Actus
Actus fidei
„Glaubensakt“
 Actus purus
„Reines Wirken“ – Mit dieser philosophisch-theologischen Floskel soll Gott bestimmt werden. Der Begriff, der auf Aristoteles zurückgeht, wurde im Hochmittelalter besonders von der Scholastik verwendet.

## Ad

Staatssiegel des US-Bundesstaates Kansas mit dem Motto „Ad astra per aspera“

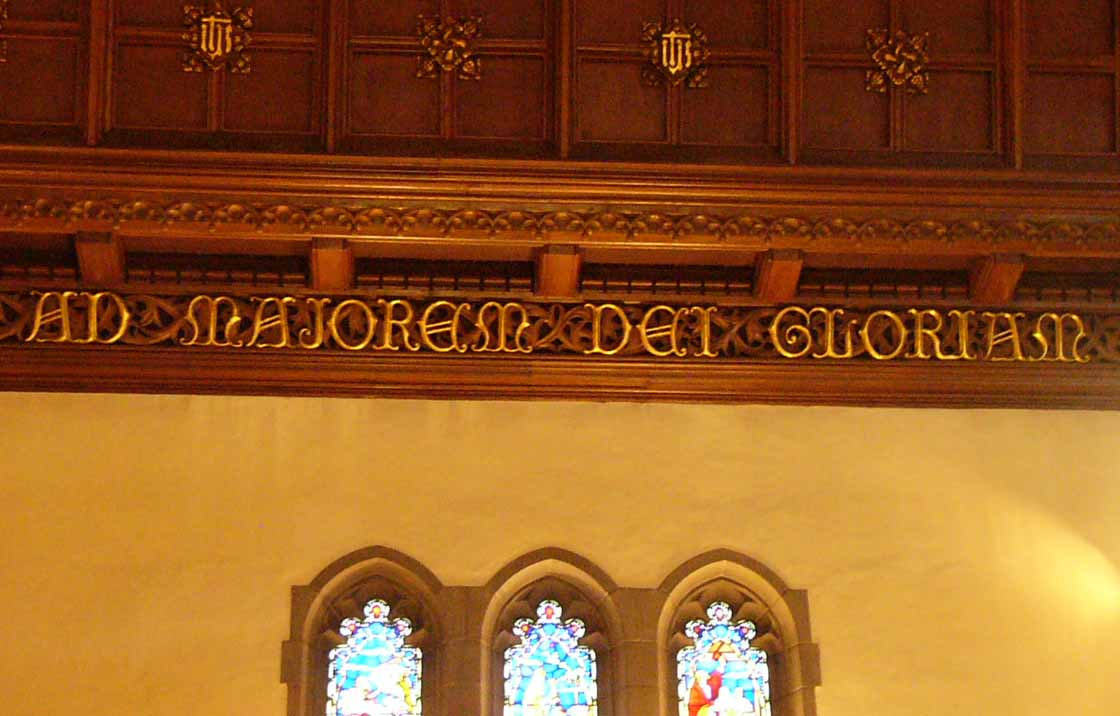
St.-Ignatius-Kirche in Chestnut Hill, Massachusetts mit dem Motto: „Ad Maiorem Dei Gloriam“

Ad absurdum
„Zum Ungereimten, Widersinnigen, Unbrauchbaren (führen)“ – Durch logisches Weiterführen eines Gedankens oder einer Aussage auf einen Widerspruch beweisen, dass dieser unsinnig ist.
 Ad acta
„Zu den Akten“ – Etwas ad acta legen bedeutet, es als erledigt zu betrachten. Dieser ehemals amtliche Vermerk wurde auf Eingaben angebracht, die keiner Entscheidung mehr bedurften und archiviert wurden.
 Ad alta
„Zu den Höhen“ – Strebe nach Höherem!
 Ad arbitrium
„Nach Willkür“ – willkürlich
 Ad aram confugere
„Zum Altar flüchten“ – Asyl suchen
 Ad arma
„Zu den Waffen“
Aus dem spätlateinischen Ruf „all’arme!“ (zu den Waffen) entstand das Substantiv Alarm.
 Ad astra per aspera
„Auf rauen (Pfaden) zu den Sternen“ – Motto des US-Bundesstaates Kansas. Eine stilistische Variante von „Per aspera ad astra“.
 Ad augusta per angusta
„Durch die Enge zum Erhabenen“ – Sinngemäß: durch Schwierigkeiten zum Erfolg, durch Schmerz zum Ruhm.
Dem französischen Dichter Victor Hugo zugeschrieben, der die Phrase im 4. Akt seines Dramas Hernani (1830) verwendet.
 Ad bestias
„Zu den Tieren“ – Den wilden Tieren im Zirkus vorwerfen
 Ad captandum vulgus
„Um das gemeine Volk auf seine Seite zu bringen“ – Von Politikern, die falsche Wahlversprechen machen oder an niedere Instinkte appellieren.
 Ad deliberandum
„Zur Überlegung“
 Ad deum
„Zu Gott“ – Gott befohlen. Daher die Abschiedsformeln Adieu und Ade.
 Ad experimentum
„Versuchsweise“ – vorläufig
 Ad fontes
„Zu den Ursprüngen“ – Motto des Renaissance-Humanismus. Die Humanisten forderten damit eine Rückbesinnung auf die Originaltexte, v. a. der griechischen Philosophen. Bedeutsam wurde dieser Leitsatz durch Erasmus von Rotterdam, der schrieb: „Sed in primis ad fontes ipsos properandum, id est graecos et antiquos.“ – „Vor allem muss man zu den Quellen selbst eilen, d. h. zu den Griechen und den Alten überhaupt.“
 Ad fundum
„Bis zum Boden!“ oder „Bis auf den Grund (des Glases)!“ – Studentensprachlicher Trinkspruch.
Ad hanc vocem
Siehe unten unter Ad vocem.
 Ad hoc
„Zu diesem“ – „Für das Vorliegende“, d. h. improvisiert, aus dem Stegreif. Mit Ad-hoc-Gesetzgebung wird eine gesetzgeberische Reaktion unter dem Einfluss einer öffentlichen Diskussion oder Medienberichterstattung zu einem bestimmten Thema bezeichnet. Eine Ad-hoc-Hypothese ist eine für den Einzelfall geschaffene wissenschaftliche Hilfskonstruktion mit dem Zweck, eine Theorie gegen ihr widersprechende Beobachtungen zu stützen. In den Naturwissenschaften wird das Einführen von Ad-hoc-Hypothesen weitgehend vermieden.
 Ad hominem
„Auf den Menschen gerichtet“ – Ein Argument, das sich auf die Person des Gegners und nicht auf die Sache bezieht; Bsp.: „Dieser Geschiedene/Ausländer/Katholik/Protestant will uns weismachen …“
 Ad infinitum
„Ins Unendliche“ – Der „regressus ad infinitum“, der Rückgriff ins Unendliche, ergibt sich in der traditionellen Logik, wenn die aus einer Folge geschlossene Ursache ihrerseits immer wieder Folge einer vorhergehenden Ursache ist. Heute oft allgemein in der Bedeutung „immer weiter gehend“.
 Ad interim (a. i. / ad int.)
„Für die Zwischenzeit“ – Der Duden erklärt die Bedeutung im Deutschen als „einstweilen, unterdessen; vorläufig – (bildungssprachlich) – syn. einstweilen, kommissarisch, solange, unterdessen, vorerst, vorläufig, vorübergehend, währenddessen, zunächst“ – im Sinne von temporär. Häufig wird der lateinische Ausdruck – auch abgekürzt mit „a. i.“ oder „ad int.“ – in Bezug auf Funktionsbezeichnungen (etwa für Geschäftsträger) verwendet, wenn Personen eine Stelle oder Aufgabe nur vorläufig oder absehbar zwischenzeitlich (z. B. bis zur nächsten regulären Wahl) übernehmen (wie z. B. nach Ausfall eines bisherigen Amtsinhabers).
 Ad Kalendas Graecas
„An den griechischen Kalenden“ – Als Redensart des Augustus bei Sueton überliefert: Augustus habe numquam solituros (Schuldner, die niemals zahlen wollen) bezeichnet als ad Kalendas Graecas solituros (Leute, die an den griechischen Kalenden zahlen würden).  Im griechischen Kalender gab es aber kein mit den Kalenden des römischen Kalenders vergleichbares Datum: den ersten Tag des Monats als üblichen Zahltag für Schuldner. Der Ausdruck bedeutet also nie. – Vergleiche den Sankt-Nimmerleins-Tag.
 Ad libitum (ad lib)
„Nach Belieben“. Diese Angabe in einem musikalischen Werk räumt dem Ausführenden gewisse Freiheiten ein.
 Ad litem
„für den Prozess“ – Eine zu einem bestimmten Gerichtsverfahren zugezogene Person wie Richter, Vormund/Verfahrenspfleger, Nachlassverwalter
 Ad lucem
„Zum Licht“ – Motto der Universität Lissabon
 Ad Maiorem Dei Gloriam
„Zur größeren Ehre Gottes“ – Motto der Jesuiten, abgekürzt: A. M. D. G.
 Ad manum medici
„Zu Händen des Arztes“ – Auch ad manus medici, abgekürzt ad man. med., Ausdruck in Arztbriefen und Patientendokumentationen
 Ad meliorem
„Auf bessere Zeiten“
 Ad multos annos
„Auf viele Jahre!“ – „Hoch soll er leben!“
 Ad nauseam
„Bis zum Erbrechen“
 Ad nutum
„auf Weisung“  – wörtlich „auf Nicken, auf Wink“
Übertragen einer Leitungsaufgabe bis auf Widerruf (ein Begriff im römisch-katholischen Kirchenrecht)
 Ad oculos
„Vor Augen“ (Ad oculos führen)
 Ad pedem litterae
„Bis zum Fuß des Buchstabens“ – „Genau so, wie es geschrieben steht.“ (vgl. bis aufs I-Tüpfelchen)
 Ad perpetuam memoriam
„Zur ewigen Erinnerung [an]“
 Ad personam
„An die(se) Person (gerichtet)“, „Auf die(se) Person bezogen/zugeschnitten“ – Beispiel: Eine Position ad personam ist eine Position, die nicht mit jedem beliebigen, geeigneten Bewerber besetzt werden kann, sondern auf eine (bestimmte) Person zugeschnitten ist.
 Ad pias causas
„zu frommen Zwecken“ – Formel bei Vermächtnissen, für wohltätige Zwecke; gemeint ist damit „zum Besten der Armen, Kirchen, Schulen, Stiftungen etc.“ Bereits der Justinianische Codex enthält den Begriff des Testamenta ad pias causas („Verfügungen zu frommen Zwecken“).
 Ad pios usus
Variante von ad pias causas (s. o.)
 Ad profundum
„Bis zum Boden“ war ein in der studentischen Szene üblicher Begriff, der bedeutete, das Glas ohne abzusetzen bis zum Boden zu leeren. Im übertragenen Sinne: „gründlich“, „in die Tiefe gehend“
 Ad rem
„Zur Sache“
 Ad sanitatem
„(Zur) Gesundheit“
 Ad tempus concessa post tempus censentur denegata.
„Was auf Zeit eingeräumt ist, wird nach Ablauf der Zeit automatisch verwehrt.“ – Codex Justinianus (10, 61, 1)
 Ad usum Delphini
„Zum Gebrauch des Dauphins“ – So heißt ein Werk, das für den Schulunterricht von anstößigen Stellen „gereinigt“ wurde. Der Ausdruck kommt von Ausgaben griechischer und lateinischer Klassiker, die Ludwig XIV. für seinen Kronprinzen hatte fertigen lassen.
 Ad usum medici (ad us. med.)
Zur Verabreichung durch den Arzt – Abkürzung auf Rezepten
 Ad usum proprium (ad us. propr.)
„Zum Eigengebrauch“
 Ad utrumque paratus
„zu beidem bereit“ oder „auf beides vorbereitet“ – z. B. Krieg oder Verständigung
 Ad valorem
„Nach Wert“ – z. B. „Besteuerung ad valorem“
 Ad vocem
„Zu dem Wort (wäre zu sagen)“ – Einleitende Floskel einer Stellungnahme oder Abhandlung (im Sinne von: „Was dies betrifft, Folgendes“).
Auch:  „Beim Stichwort (nachzuschlagen)“ – Hinweis in Zitationen aus Nachschlagewerken, der die Seiten- oder Spaltenangabe ersetzen kann, auch als ad hanc vocem („bei diesem Stichwort“, Abkürzung a. h. v.). Häufiger in der Variante sub voce bzw. der entsprechenden Abkürzung s. v. („unter dem Ausdruck“).

## Adam
Adam fodiente, quis nobilior, Eva nente?
„Als Adam grub und Eva spann, gab es da einen Edl(er)en?“
Im Lied: „Als Adam grub und Eva spann, wo war denn da der Edelmann?“ – Der englische Reim „When Adam delved and Eve span / Who was then a Gentleman?“ geht zurück auf den Bauernaufstand des Jahres 1381.
 Adam primus homo crux omni posteritati.
„Adam, der erste Mensch, ist ein Kreuz für die ganze Nachwelt.“
 Adam, primus homo, qui deceptus es in pomo.
„Adam, du erster Mensch, bist durch einen Apfel getäuscht worden.“ – Liedzeile aus dem Allgemeinen Deutschen Kommersbuch

## Addito
Addito salis grano
„Unter Hinzufügung eines Körnchens Salz“ – Zum Verständnis siehe Cum grano salis.

## Additus
Additus ab insolente Gallo ponderi gladius.
„Von dem unverschämten Gallier wurde zum Gewicht das Schwert hinzugefügt.“ – Livius, Ab urbe condita 5, 48. Die Rede ist hier von dem Gallier Brennus, der sein Schwert in die Waagschale warf und den berühmten Ausspruch „Vae victis!“ – „Wehe den Besiegten!“ machte.

## Adhuc
Adhuc flagranti crimine
„Auf frischer Tat“ – Vergleiche In flagranti
 Adhuc tua messis in herba est.
„Noch ist deine Ernte auf dem Halm.“ – Ovid, Heroides 17 (Helena an Paris), 263.

## Admiror
Admiror te, paries, non cecidisse ruinis,
qui tot scriptorum taedia sustineas.
„Ich bewundere dich, Wand, dass du nicht eingestürzt bist,
die du so vieler Schreiberlinge übles Geschreibsel erträgst.“ – Graffito in Pompeji in Form eines Distichons.

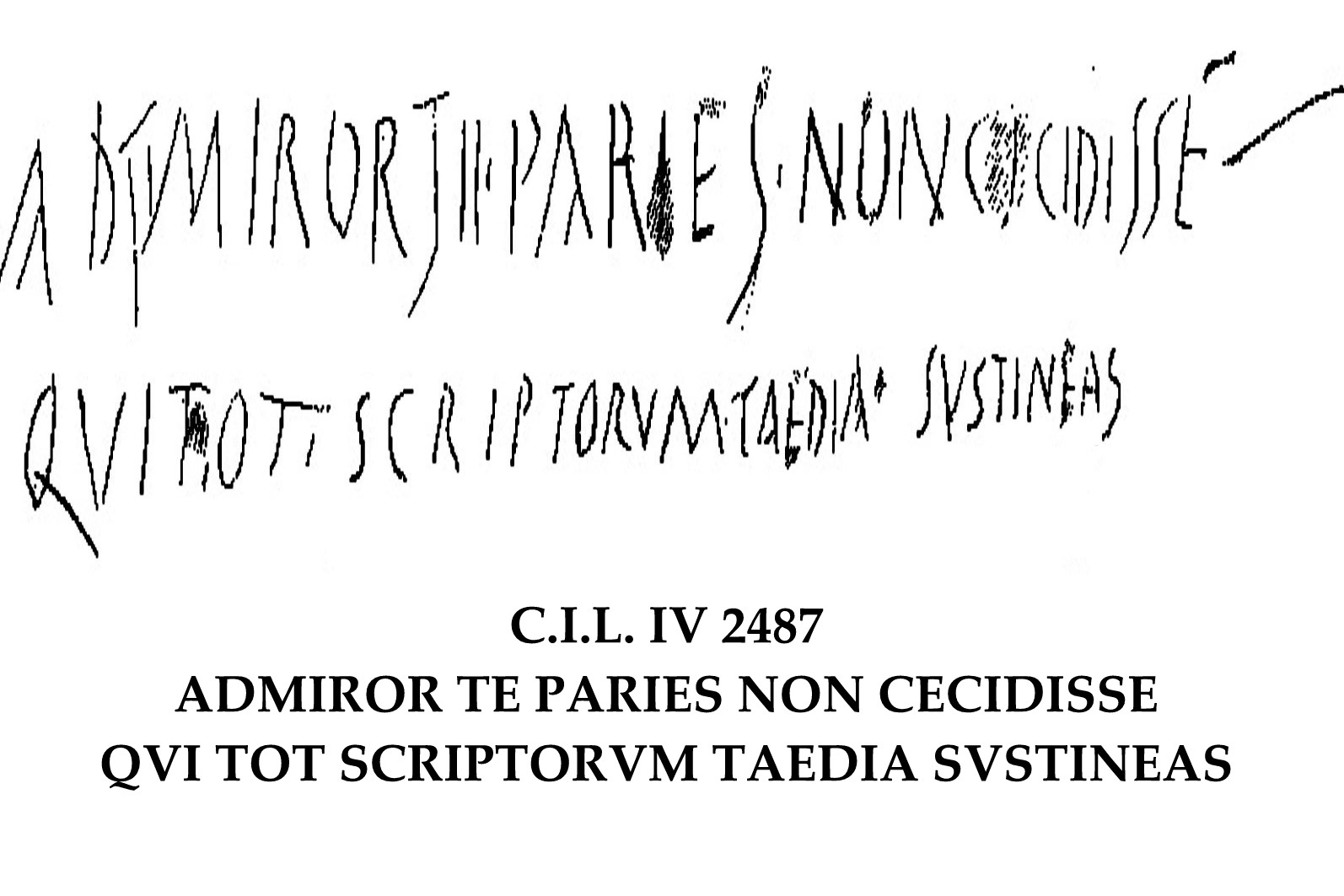
Reproduktion des Graffitos „Admiror te […]“

Die originale Inschrift ist im ersten Vers nicht ganz zweifelsfrei lesbar. Bei der Schreibung „Admiror, paries, te non cecidisse ruinis“ handelt es sich um eine Konjektur aus mehreren Fundstellen.

## Adora
Adora quod incendisti, incende quod adorasti.
„Bete an, was du verbrannt hast; verbrenne, was du angebetet hast.“ – Diese Worte soll der Bischof Remigius von Reims bei der Taufe von Chlodwig I. gerufen haben. Chlodwig bekehrte sich zum Christentum, nachdem er den christlichen Gott um Hilfe bei der Schlacht von Zülpich gebeten hatte, weil sich seine eigenen Götter als unfähig erwiesen hatten. Große Bedeutung hatte diese Taufe für die weitere Geschichte Europas, da das Fränkische Reich mit der Taufe Chlodwigs christianisiert wurde. Chlodwig befragte nach dem Bericht des Gregor von Tours vor seiner Taufe die Adligen und sein Volk. Als diese zustimmten, ließ er sich mit angeblich 3.000 Anhängern taufen.

## Adveniat
Adveniat Regnum Tuum. (Evangelium des Matthäus 6,10)
„Dein Reich komme.“ – Bitte aus dem Vaterunser. Davon abgeleitet auch der Name der Spendensammelaktion Adveniat der Katholischen Kirche.

## Advocatus
Advocatus angeli
„Anwalt des Engels“ – Gegenspieler des Advocatus Diaboli, der für die Seligsprechung argumentierte.
 Advocatus Dei
„Anwalt Gottes“
 Advocatus Diaboli
„Anwalt des Teufels“ – Jemand, der um der Diskussion willen einen unpopulären Standpunkt (den er persönlich nicht teilt) vertritt. Im Heiligsprechungsverfahren der römisch-katholischen Kirche war er derjenige, der Argumente gegen eine Heiligsprechung vorbringen muss. (Bezeichnung seit 1983 Promotor Fidei, „Förderer des Glaubens“.)

## Aegrescit
Aegrescit medendo.
„Es verschlimmert sich noch durch die (Versuche einer) Heilung.“ – Vergil, Aeneis 12,46.
Vergil erzählt hier vom vergeblichen Versuch des Latinus, die Wut des Turnus zu beschwichtigen.

## Aegri
Aegri somnia
„Träume eines Kranken“
Aus der Ars Poetica (7) des Dichters Horaz

## Aegroti
Aegroto, dum anima est, spes est.
„Für den Kranken besteht Hoffnung, solange er atmet.“ – Cicero, Ad atticum 9, 11. Vergleiche „Dum spiro, spero.“ – „Solange ich atme, hoffe ich.“

## Aequam
Aequam memento rebus in arduis servare mentem!
„Denk dran, in Schwierigkeiten Gleichmut zu bewahren!“ Horaz, carmina 2,3,1.

## Aequat
Aequat omnis cinis.
„Die Asche macht alle gleich.“ – Seneca, Epistulae morales 91, 16.

## Aequis
Aequis aequus
„Den Rechten recht“ – Wahlspruch des Habsburger Kaisers Leopold I.

## Aeris
Aeris alieni comes miseria
„Elend ist der Begleiter von Schulden.“ – Plinius der Ältere, Naturalis historia 7, 119.
Frei übersetzt: „Borgen macht Sorgen.“

## Aetas
Aetas nulla ad discendum sera.
„Kein Alter ist zum Lernen zu spät.“
 Aetas volat.
„Die Zeit fliegt.“  – Cicero, Tusculanae disputationes 1, 76.

## Affidavit
Affidavit.
„(Er) hat versichert.“ – nach deutschem Recht die Versicherung an Eides statt

## Afflictis
Afflictis lentae, celeres gaudentibus horae.
„Den Bekümmerten vergehen die Stunden langsam, rasch den sich Freuenden.“
Dieser Vers, ein Hexameter, ist als Aufschrift auf Sonnenuhren nachgewiesen.

## Age
Age, quod agis.
„Was du tust, das tu auch richtig.“ – Vergleiche „Quidquid agis, prudenter agas et respice finem.“

## Agenda
Agenda
„Zu behandelnde Dinge“ – Tagesordnung

## Agnus
Agnus Dei
„Lamm Gottes“ – Nach dem Evangelium des Johannes (1,29) sagte Johannes der Täufer, als er Jesus an den Jordan kommen sah: „Ecce agnus dei, qui tollit peccatum mundi!“ („Seht, das Lamm Gottes, das die Sünde der Welt tilgt!“)
Das Lamm Gottes ist ein seit ältester Zeit verbreitetes Symbol für Jesus Christus. Dieses Symbol bezieht sich auf das Lamm als Opfertier im Alten Testament, besonders auf die Lämmer, deren Blut in der Nacht des Auszugs der Israeliten aus Ägypten als Schutzzeichen an den Türpfosten gestrichen wurde.
In der Messliturgie und in den Litaneien römisch-katholischen Kirche heißt es: „Agnus Dei, qui tollis peccata mundi, miserere nobis!“ – „Lamm Gottes, das du hinwegnimmst die Sünden der Welt, erbarme dich unser!“

## Alea

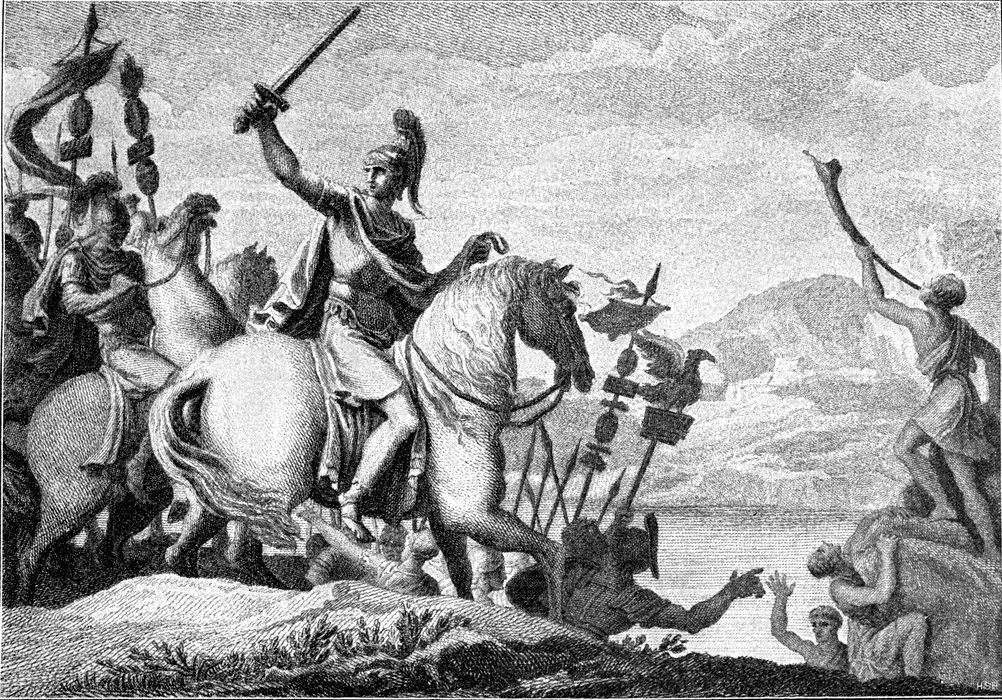
Caesar überschreitet den Rubikon

Alea iacta est.
„Der Würfel ist gefallen.“ – Der römische Schriftsteller Sueton berichtet, dass Julius Caesar am 10. Januar 49 v. Chr. unschlüssig mit seiner Armee am Grenzfluss Rubikon stand, als ein Hirte kam, einem Soldaten die Trompete entriss und den Fluss überschritt. Darauf sagte Caesar:
Eatur quo deorum ostenta et inimicorum iniquitas vocat. Iacta alea est. – „Dorthin führt der Weg, wohin die Zeichen der Götter und die Schandtaten der Feinde rufen.“
Wenig bekannt ist, dass Cäsar diesen Ausspruch auf Griechisch tat: „Ἀνερρίφθω κύβος“ (Anerríphthō kýbos), deutsch „Geworfen ist der Würfel.“ Heute wird dieses Zitat im Sinne von „Es gibt kein Zurück mehr“ verwendet.
 Alea iudiciorum
„Das Glücksspiel der Rechtsprechung“

## Alia
Alia res sceptrum, alia plectrum.
„Das Szepter ist eine Sache, das Plektron die andere.“ – Regieren ist eine Sache, die Laute schlagen (Kritisieren) die andere.

## Aliena
Aliena vitia in oculis habemus, a tergo nostra.
„Die Fehler der anderen haben wir vor Augen, im Rücken unsere eigenen.“ – Seneca, de ira 2,28,6.
Dieses Zitat bezieht sich auf eine Fabel Äsops, die von Phaedrus in Gedichtform gebracht wurde: Die Menschen tragen jeweils zwei Säcke: den Sack mit den eigenen Fehlern tragen sie am Rücken, den Sack mit den Fehlern der Mitmenschen tragen sie vor sich her; so kommt es, dass wir die Fehler der anderen vor Augen haben, die eigenen aber nicht sehen können.
Dieses Zitat entspricht dem biblischen Dictum „Warum siehst du den Splitter im Auge deines Bruders, aber den Balken in deinem Auge bemerkst du nicht?“ (Matth. 7, 3).
Siehe auch Ein Dorn im Auge.

## Alieni
Alieni iuris
„Fremden Rechts“ – Bezieht sich auf jemanden, der nicht über sich selbst bestimmt.

## Aliis
Aliis inserviendo consumor.
„Anderen helfend, verzehre ich mich.“ – Devise des Wolfenbütteler Bibliotheksgründers Herzog Julius von Braunschweig-Wolfenbüttel. Aufschrift auf neuzeitlichen Münzen, aber auch sinnigerweise auf Kerzen.
Eine Abwandlung davon ist „Patriae inserviendo consumor.“
 Aliis ne feceris, quod tibi fieri non vis.
„Tu anderen nicht, was du nicht willst, dass dir geschehe.“ – Goldene Regel

## Aliquid
Aliquid haeret.
„Etwas bleibt hängen.“ – Gemeint sind damit Verleumdungen. Dies ist die Kurzfassung von ursprünglich Audacter calumniare, semper aliquid haeret – „Verleumde nur dreist, etwas bleibt immer hängen“. Es ist die lateinische Fassung eines Ausspruchs von Francis Bacon, die auf den griechischen Geschichtsschreiber Plutarch zurückgeht und im griechischen Original folgendermaßen lautet: Κἂν θεραπεύσῃ τὸ ἕλκος ὁ δεδηγμένος, ἡ οὐλὴ μενεῖ τῆς διαβολῆς (Kan therapeusē to helkos ho dedēgmenos, hē oulē menei tēs diabolēs.).

## Alis

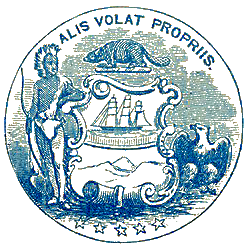
Motto des US-Bundesstaates Oregon: „Alis volat propriis.“

Alis volat propriis.
„Sie fliegt mit ihren eigenen Flügeln.“ – Motto des US-Bundesstaates Oregon.
Das Motto bezieht sich auf den Beschluss der Siedler in der Region, 1843 eine eigene provisorische Regierung zu bilden, die unabhängig von den Vereinigten Staaten und Großbritannien sein sollte.

## Alma
Alma Mater
„Nährende Mutter“ – Ausdruck für die Universität, die jemand besucht oder besucht hat.
Dieser Ausdruck ist vom Motto „Alma mater studiorum“ der Universität Bologna übernommen, die als älteste Universität Europas im Jahr 1088 gegründet wurde.

## Alta
Alta sedent civilis vulnera dextrae.
„Tief sind die Wunden, die der Bürgerkrieg schlägt.“ – Lucan

## Alter
Alter Ego
„Zweites Ich“ oder „Anderes Ich“ – Ursprünglich ein Mensch, der einem geistig sehr nahesteht, ein guter Freund. Heute oft „eine zweite Facette meiner Persönlichkeit“.

## Altera

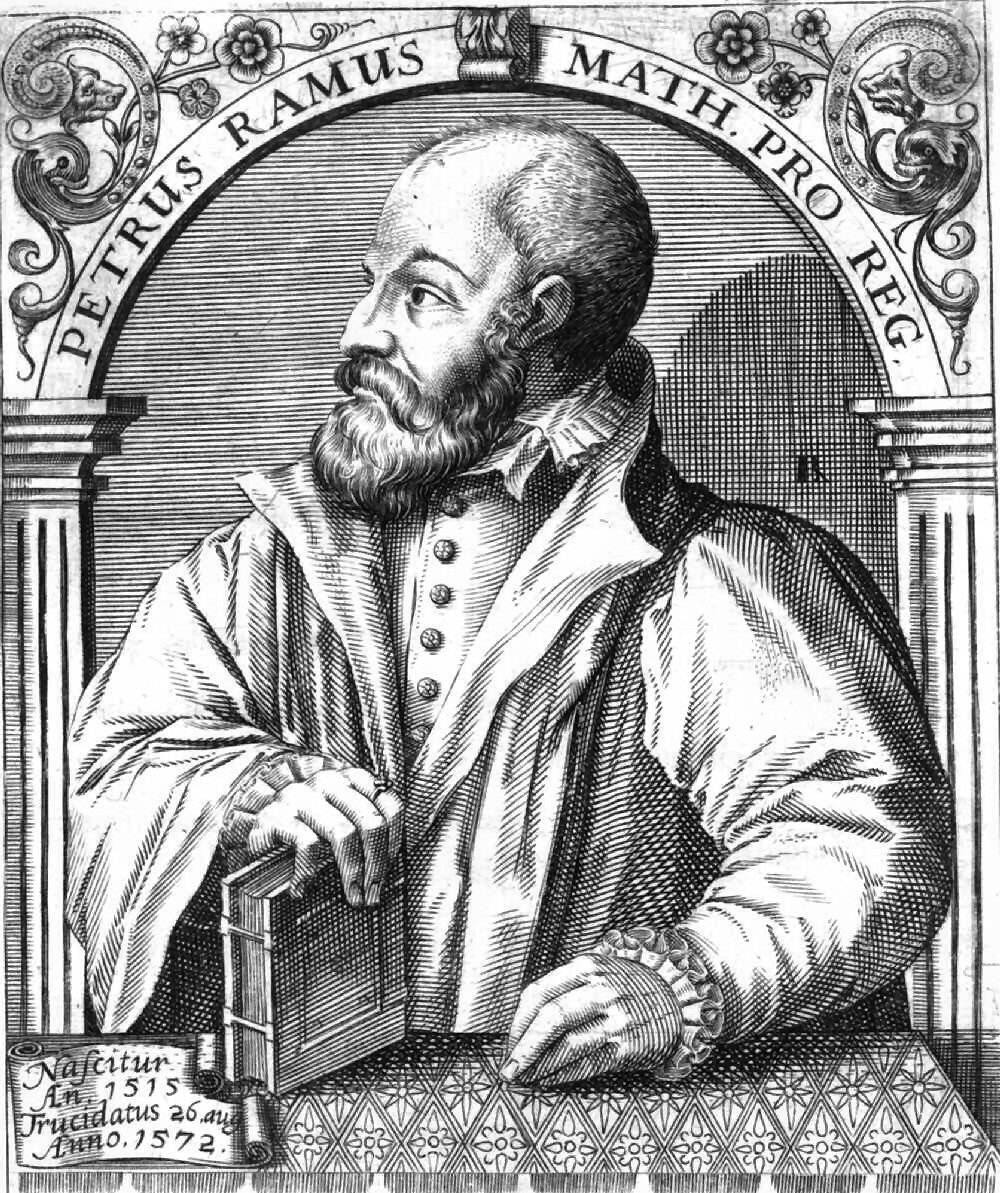
Petrus Ramus

Altera pars Petri
„Zweiter Teil (der Logik) des Petrus (Ramus)“ – Der zweite Teil der Logik des französischen Philosophen Petrus Ramus handelt von der Urteilskraft. Von geistig beschränkten Menschen sagte man, ihnen fehle die „altera pars Petri“.

## Alterius
Alterius contractu nemo obligatur.
„Durch den Vertrag eines anderen wird niemand verpflichtet.“ – Rechtssatz, der vornehmlich den Vertrag zu Lasten Dritter verbietet.

## Alterum
Alterum lumen Angliae
„Die andere Leuchte Englands“ – Gemeint war damit die Universität Oxford

## Ama
Ama et fac, quod vis.
„Liebe und mach, was du willst.“ – Dieser Satz von Augustinus lautete ursprünglich Dilige, et quod vis fac in seiner Schrift In epistulam Ioannis ad Parthos.

## Amantes
Amantes amentes.
„Liebende sind Verrückte.“ – Terenz, Andria I, 3
 Amantes non vident. Videntes non amant.
„Die, die stark lieben, sehen nicht alles. Die, die alles sehen, lieben nicht stark.“
 Amantes ut apes vitam melitam exigunt.
„Liebende führen wie Bienen ein honigsüßes Leben.“ – Inschrift in der Casa degli Amanti in Pompeii. Gleich darauf folgt die Einschränkung: „Vellem“ – „Schön wär’s!“.

## Amanti
Amanti nihil difficile.
„Dem Liebenden ist nichts schwer.“

## Amantium
Amantium ira amoris integratio est.
Der Zorn der Liebenden ist die Wiederherstellung der Liebe. – Terenz, Andria 555.

## Amare
Amare et mare sunt idem. In utroque multi pereunt.
„Das Lieben und das Meer sind dasselbe. In beiden gehen viele unter.“
 Amare et sapere vix deo conceditur.
„Zu lieben und vernünftig zu sein gesteht man kaum einem Gott zu.“ – Publilius Syrus
Carl Orffs Oper Die Kluge endet mit dieser Weisheit: „Klug sein und lieben kann kein Mensch auf dieser Welt.“
 Amare iuveni fructus est, crimen seni.
„Zu lieben ist für den Jugendlichen ein Gewinn, für den Greis ein Verbrechen.“ – Publilius Syrus.

## Amat
Amat Fortuna parum cordatos, amat audaciores et quibus illud placet: Πᾶς ἐρρίφθω κύβος.
„Fortuna liebt die weniger Vernünftigen, liebt die Wagemutigeren und denen dieses Wort gefällt: Jeder Würfel sei geworfen!“ – Erasmus von Rotterdam in seinem Lob der Torheit (Encomium Moriae, 61)
Siehe auch Alea iacta est.
 Amat victoria curam.
„Der Sieg liebt die Vorbereitung.“ – Catull, Carmina 62, 16
Siehe auch Victoria amat curam.

## Amici
Amici fures temporum.
„Freunde sind Diebe der Zeit.“

## Amicitiae
Amicitiae immortales, mortales inimicitiae debent esse.
„Freundschaften sollen unsterblich, Feindschaften sterblich sein.“

## Amicus
Amicus certus in re incerta cernitur.
„Einen wahren Freund erkennt man in einer unsicheren Lage.“ – Ennius, zitiert von Cicero, De amicitia 64.
 Amicus curiae
„Freund des Gerichts“ – Im angelsächsischen Recht bezeichnet der Begriff eine Person oder Organisation, die an einem Gerichtsverfahren beteiligt ist, ohne selbst Partei zu sein.
 Amicus Plato, sed magis amica veritas.
„Platon ist mir lieb, aber noch lieber die Wahrheit.“ – Ausspruch des Philosophen Aristoteles über Platon bzw. auch über Sokrates

## Amor

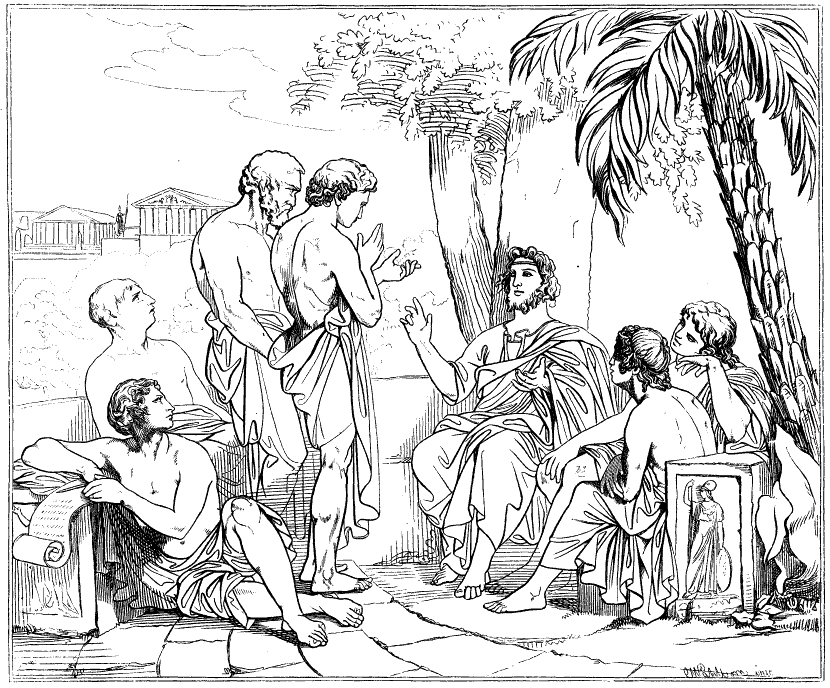
Platon und seine Schüler

Amor fati
„Liebe zum Schicksal“ – Marcus Aurelius, später von Friedrich Nietzsche aufgegriffen.
 Amor gignit amorem.
„Liebe bringt Liebe hervor.“
 Amor magister est optimus.
„Die Liebe ist die beste Lehrmeisterin.“
nach Plinius dem Jüngeren, Epistulae 4,19,4, wo er über seine Frau schreibt, sie singe und spiele auf der Kithara, zwar ohne dass ein Könner es ihr beibrächte, doch „amore, qui magister est optimus“ („aus Liebe [zu mir], was die beste Lehrmeisterin ist“).
 Amor medicabilis nullis herbis.
„Die Liebe ist durch keine (Heil-)Kräuter heilbar.“ – „Gegen die Liebe ist kein Kraut gewachsen.“
 Amor platonicus
„Platonische Liebe“ – Liebe auf geistiger Ebene, die auf den griechischen Philosophen Platon zurückgeführt wird.
 Amor tollit timorem.
„Die Liebe nimmt die Furcht hinweg.“ Bernhard von Clairvaux
Dieser Satz geht zurück auf den Apostel Johannes (1 Joh 4,18 ): „Timor non est in charitate: sed perfecta charitas foras mittit timorem“ („Furcht gibt es in der Liebe nicht, sondern die vollkommene Liebe vertreibt die Furcht“).
 Amor tussisque non celantur.
„Liebe und Husten lassen sich nicht verbergen.“
Der Satz wird fälschlicherweise oft dem Dichter Ovid zugeschrieben.
 Amor vincit omnia.
„Liebe besiegt alles.“ – Aus: Carmina Burana.

## Amore
Amore, more, ore, re probantur amicitiae.
„Durch Liebe, Betragen, Rede und Tat erweisen sich Freundschaften.“ – Wortspiel, bei dem immer ein Buchstabe mehr vom Ausgangswort weggenommen wird. Gibt es auch in der Version mit „servantur“ statt „probantur“, was dann bedeutet „… erhält man Freundschaften“, oder mit „iunguntur“ („werden geschlossen“).

## Amoris
Amoris vulnus idem sanat, qui facit.
„Die Wunde der Liebe heilt genau der, der sie schlägt.“ – Zitat aus den Werken des Dichters Publilius Syrus

## An
„An nescis, mi fili, quantilla prudentia mundus regatur?“
„Weißt du nicht, mein Sohn, mit wie wenig Klugheit die Welt regiert wird?“ – Dies schrieb Axel Gustavson Graf von Oxenstierna seinem Sohn, den er bat, für ihn an der diplomatischen Konferenz in Münster am Ende des Dreißigjährigen Kriegs teilzunehmen, wobei er einen Ausspruch von Papst Julius III. ins Lateinische übertrug, siehe „Weißt du denn nicht, mein Sohn, mit wie wenig Verstand die Welt regiert wird?“

## Ana
ana partes aequales
„zu gleichen Teilen“, ein Ausdruck aus der Herstellung von Rezepturarzneimitteln in der Pharmazie, meist in der Kurzform ana oder als Abkürzung aa. verwendet

## Anathema
Anathema sit.
„Er sei verflucht.“ – Anathema (Ἀνάθεμα) – das Gottgeweihte, die Verfluchung – bezeichnet eine kirchenrechtliche Verurteilung und gilt als strengere Maßnahme als eine Exkommunikation. Bei der formalen Definition eines Dogmas bezeichnet die Formel „anathema sit“ (oft mit a. s. abgekürzt) die Verurteilung einer abweichenden Lehrmeinung als Häresie. Sie steht üblicherweise am Schluss eines dreigliedrigen Satzes:
– „Si quis dixerit“ („wenn einer sagen sollte“)
– gefolgt von der zu verurteilenden Aussage (im AcI oder mit quod) (o. ä.)
– „Anathema sit“.

## Anatomia
Anatomia clavis et clavus medicinae.
„Die Anatomie ist der Schlüssel und das Steuerruder der Medizin.“

## Angelica
Angelica salutatio
„Engelsgruß“ – Der Englische Gruß ist die Bezeichnung für die Grußworte des Erzengels Gabriel, als er der Jungfrau Maria verkündigte, dass sie den künftigen Jesus Christus gebären werde. Die entsprechenden Verse stehen in der Bibel bei Lukas 1, ab Vers 28 („Gegrüßt seist du, Maria …“). Auf Lateinisch beginnen die Grußworte mit „Ave Maria, gratia plena, dominus tecum“. Sie sind auch ein bekanntes katholisches Gebet, das Ave Maria, geworden.

## Angulus
Angulus ridet
„diese Ecke des Landes macht mich glücklich“ (Horaz, Oden, Il, 6, 13).

## Anima
Anima Mundi
„Weltseele“ – Laut Platon auf die gesamte Natur verteilt. Die Weltseele ist die Bewegerin der Welt. Sie enthält alles Körperliche und seine Elemente in sich. Sie erkennt alles.
 Anima naturaliter christiana.
„Die Seele ist von Natur christlich.“
 Anima sana in corpore sano
„Eine gesunde Seele in einem gesunden Körper“ – Variante zu Mens sana in corpore sano.
Das aus den Anfangsbuchstaben gebildete Akronym bildet die Grundlage für den Namen des Sportartikelherstellers Asics.
 Anima vegetativa
Begriff aus der Seelenlehre des Aristoteles in seiner Schrift De anima (griechisch Περὶ ψυχῆς Perí psychḗs „Über die Seele“), in der die Seele folgendermaßen unterteilt ist:
1. Anima vegetativa (ψυχὴ θρεπτική psychē threptikḗ): Pflanzenseele
2. Anima sensitiva (ψυχὴ αἰσθητική psychē aisthētikḗ): Tierseele
3. Anima cogitativa (νοῦς noús): Menschenseele, unterteilt in einen unsterblichen, aktiven Nous, νοῦς ποιῶν noús poiṓn und einen sterblichen, rezeptiven Nous, νοῦς παθητικός noús pathētikós

## Animal
Animal bipes implume
„Federloser Zweibeiner“ – Platon erklärte seinen Schülern, der Mensch gehöre zum Tierreich, gehe auf zwei Beinen, besitze aber weder Fell noch Federn. Dies hörte Diogenes, rupfte einen vorbeilaufenden Hahn und rief: „Da, verehrter Platon, da hast du deinen Menschen!“.
Platon erweiterte daraufhin seine Definition: „Animal implume, bipes, latis unguibus“ – „Der Mensch ist ein zweibeiniges Lebewesen ohne Federn mit breiten Nägeln.“
 Animal disputax
„Gerne disputierendes Lebewesen“ – Vom „Dispu-Tier“ heißt es in den Lebensbeschreibungen von Adam Bernd aus dem Jahr 1738 über einen gewissen Olearius:
„Er war ein animal disputax; und, wenn er des Abends zu dem Gastwirt kam, wo ich speisete, mich abzuholen, so kunte man mit ihm Lateinisch, Italienisch, Französisch und Englisch reden, wie man wollte. Vorm Schlafengehen, wenn wir nach Hause kamen, und des Morgens, ehe er noch ausgieng, hatte ich insonderheit die Gelegenheit mich dieses Vorteils zu bedienen.“
 Animal laborans
„Das arbeitende Tier“ – Animal laborans ist ein Begriff der Philosophin Hannah Arendt, mit dem sie das Dasein des Menschen auf Arbeit zur Existenzsicherung reduziert.
 Animal rationale
„Das vernünftige Tier“ – Übersetzung des griechischen „zoon logikon“: In dieser Bezeichnung des Menschen wird seine Fähigkeit zu denken als das Wesentliche und ihn vom Tier Unterscheidende hervorgehoben.
 Animal symbolicum
„Das symbolische Tier“ – Der Begriff wurde von dem Philosophen Ernst Cassirer geprägt und hebt die typisch menschliche Fähigkeit hervor, Symbole hervorzubringen und in einer Welt der Symbole zu denken und zu leben.

## Animarum

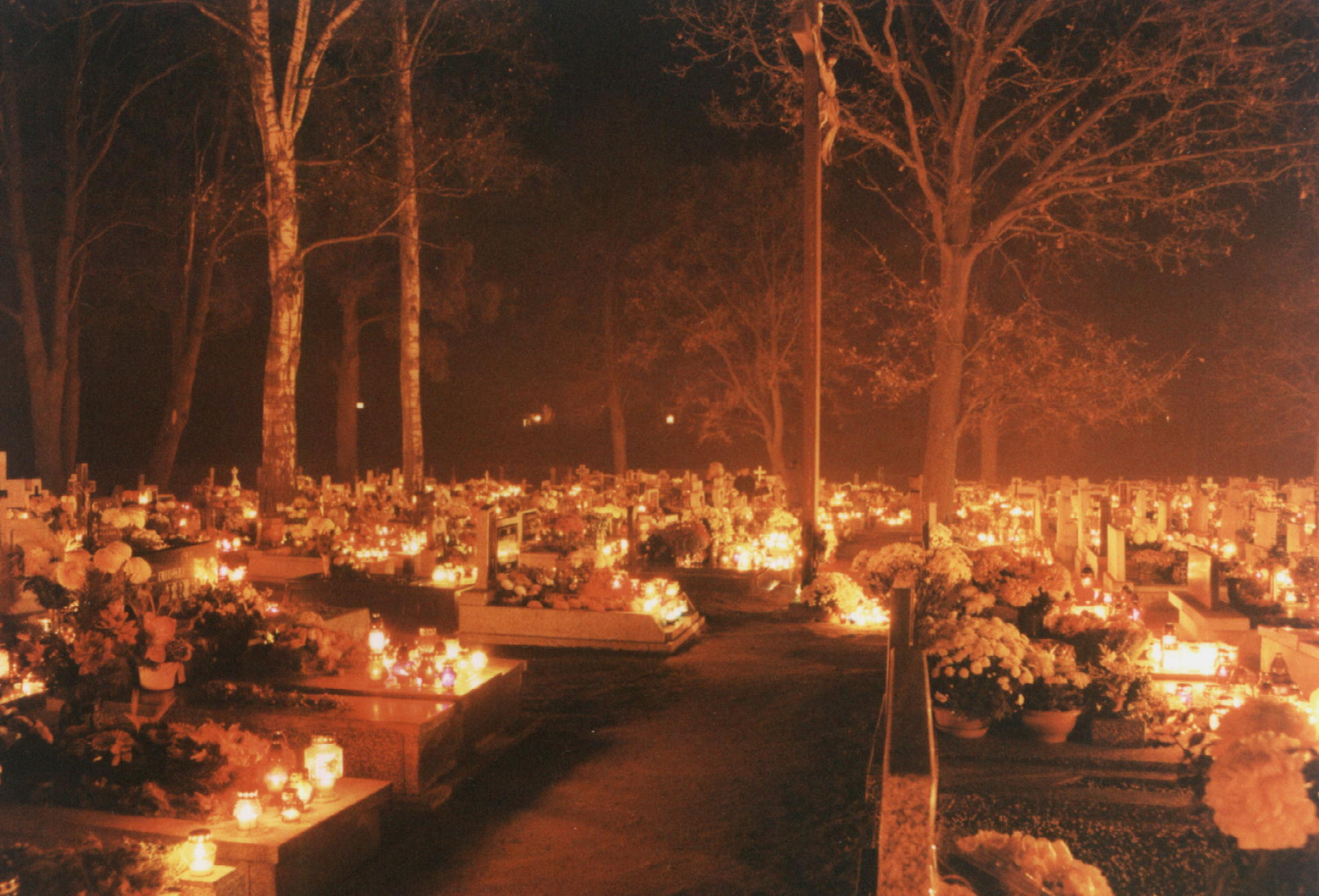
Friedhof an Allerseelen

Animarum dies
„Tag der Seelen“ – Allerseelen ist ein Gedenktag im Kirchenjahr der römisch-katholischen Kirche, der am 2. November begangen wird (offiziell lateinisch aber (Commemoratio) omnium fidelium defunctorum). In Mexiko ist der Tag der Toten einer der wichtigsten Feiertage.

## Animula
Animula vagula blandula
„Seelchen, kleine Streunerin, zärtliche“
Mit diesen Worten beginnt das sog. Animula-Gedicht, das der römische Kaiser Hadrian verfasst hat. Es war die Inschrift über seiner Grabkammer in der von ihm als sein Mausoleum erbauten Engelsburg in Rom.

## Animus
Animus furandi
„Die Absicht zu stehlen“ – Juristischer Begriff
 Animus iniurandi
„Die Absicht zu beleidigen“ – Juristischer Begriff
 Animus in consulendo liber
„in der Beratung ein freier Sinn“ – (Wahlspruch der NATO)
 Animus rem sibi habendi
„Die Absicht, eine Sache selbst zu besitzen“ – Der Begriff bezeichnet juristisch sowohl die Zueignungsabsicht, als auch den Besitzwillen.
 Animus tuus dominus„Der Mut sei dein Herr!“ – Motto der „Sèlezziuni di palluni di Sicilia“ (deutsch „Sizilianische Fußballauswahl“). Der Satz geht zurück auf die Sizilianische Vesper im Jahr 1282, den Aufstand gegen die französische Herrschaft unter König Karl I. von Anjou. Er begegnet – in verschiedenen Zusammenhängen – auch als Abkürzung aus den beiden Anfangsbuchstaben der drei Wörter als Akronym „Antudo“.

## Anni
Anni currentis
„Des laufenden Jahres“
 Anni futuri
„Des zukünftigen Jahres“
 Anni praeteriti
„Des vorigen Jahres“

## Anno

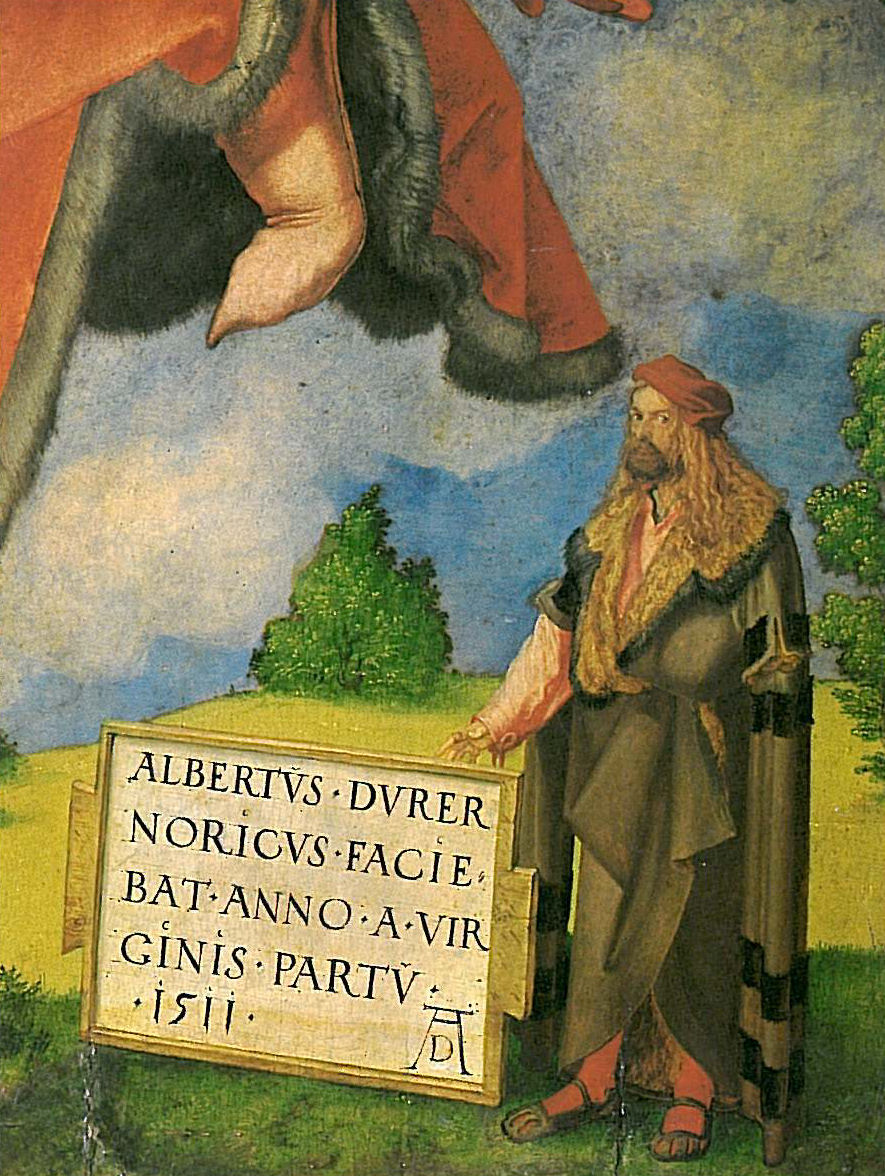
Ausschnitt aus Dürers Landauer Altar mit der Inschrift: „Albertus Durer Noricus faciebat anno a Virginis partu 1511“

Anno aetatis suae (ætatis suæ)
„seines Alters“, „in seinem … Lebensjahr“ – lateinische Altersangabe, Inschrift auf Grabsteinen
 Anno currente
„Im laufenden Jahr“
 Anno Domini (A. D.)
„Im Jahr des Herrn“ – Bezeichnet ein Jahr, das nach dem traditionellen Geburtsjahr Christi berechnet ist: nach Christus (n. Chr.). Diese Zeitrechnung wurde von dem Mönch Dionysius Exiguus im Jahr 525 vorgeschlagen, jedoch nicht vor dem achten Jahrhundert eingeführt. Anfangs nur auf Rom beschränkt, verschaffte sich seine Zeitrechnung immer mehr Geltung und verdrängte im 10. und 11. Jahrhundert in Mittel- und Westeuropa die anderen Zeitrechnungen.
 Anno mundi
„Im Jahr (seit der Erschaffung) der Welt“ – 3761, 5199 oder 5509 vor Christi Geburt, siehe dazu in Annus Mundi, Geschichte
 Anno salutis
„Im Jahre des Heils“ – siehe auch häufiger: Anno Domini
 Anno a Virginis partu
„Im Jahr seit der Jungfrauengeburt“ – Gleichbedeutend mit Anno Domini. Wird zum Beispiel von Albrecht Dürer auf dem Landauer Altar als Jahresangabe verwendet:
„Albertus Durer Noricus faciebat anno a Virginis partu 1511“ „Albrecht Dürer aus Nürnberg hat es geschaffen im Jahre 1511 nach der Jungfrauengeburt“.

## Annuit

Rückseite des Staatssiegels der USA mit der Aufschrift „Annuit cœptis“

Annuit cœptis
„Er hat dem Beginnen zugenickt“  – „Er (Gott) war unseren Unternehmungen gewogen“, Motto auf der Rückseite des großen Siegels der Vereinigten Staaten und auf der Rückseite des US-Dollar-Scheins. Es ist eine Abwandlung eines Spruchs aus Vergils Aeneis, in der es heißt:
Iuppiter omnipotens, audacibus annue coeptis. – „Allmächtiger Juppiter, sei dem kühnen Beginnen gewogen.“
Nach einigen Quellen sollten die 13 Buchstaben die 13 Gründungsstaaten der Vereinigten Staaten symbolisieren. Unten steht mit Novus ordo seclorum – „eine neue Ordnung der Zeitalter“ eine weitere lateinische Wendung.

## Annuntio
Annuntio vobis gaudium magnum: habemus papam.
„Ich verkünde euch eine große Freude: Wir haben einen Papst.“ – Mit diesen Worten wird nach einem erfolgreichen Konklave der neue Papst der Öffentlichkeit vorgestellt.

## Annus
Annus civilis
„Bürgerliches Jahr“
 Annus ecclesiasticus
„Kirchenjahr“
 Annus horribilis
„Schreckliches Jahr“ – Bekannt als persönliche Bewertung des Jahres 1992 durch Königin Elisabeth II., in dem das Schloss Windsor brannte, Prinz Andrew sich von Sarah Ferguson trennte und die Ehekrise von Prinzessin Diana und Prinz Charles für negative Schlagzeilen sorgte. Es handelt sich dabei um eine ironische Anspielung auf annus mirabilis.
 Annus mirabilis
„Wunderjahr“ – Bezeichnung der Jahre 1665–1666 (Isaac Newton) und 1905 (Albert Einstein) mit herausragenden Entdeckungen in der Physik
 Annus mundi (A. M.)
„Jahr der Welt, Weltjahr“ – das Jahr der Erschaffung der Welt (3761, 5199 oder 5509 vor Christi Geburt)

## Ante
Ante bellum
„Vor dem Krieg“ – Im US-amerikanischen Kontext (speziell den Südstaaten) ist hier immer der Sezessionskrieg 1861–1865 gemeint. Ein deutsches Äquivalent, das zufällig ebenfalls die lateinische Sprache gebraucht, wäre (in der Formulierung des Königlich Bayerischen Amtsgerichtes) die "gute alte Zeit vor anno ’14".
 Ante cibum (a. c.)
„Vor den Mahlzeiten“ – Auf Arzneiverschreibungen
 Ante Christum natum
„Vor dem geborenen Christus“ – Vor Christi Geburt
 Ante eram nostram (a.e.n.)
„Vor unserer Zeitrechnung“ – dient der Jahreszählung von historischen Ereignissen
 Ante litteram
„Vor dem Buchstaben“ – „Vor dem Begriff“ – heißt es nach einem Ausdruck, der etwas beschreibt, das existierte, bevor es ein Wort dafür gab. Zum Beispiel könnte man sagen, dass Alan Turing ein Informatiker ante litteram war, da es zu Turings Zeiten den Beruf des Informatikers noch nicht gab.
Französische Variante: avant la lettre.
 Ante meridiem (a. m.)
„Vor Mittag“ – In der Zeit von Mitternacht bis Mittag. Der Gegensatz ist post meridiem.
 Ante partum (a. p.)
„vor der Geburt“ – in der Gynäkologie gebräuchliche Phrase (vergleiche post partum)
 Ante portas
„vor den Toren“ – Zurückgehend auf Hannibal ante portas („Hannibal vor den Toren“), das selbst auf der historischen Äußerung Hannibal ad portas („Hannibal bei den Toren“) von Cicero beruht, der sie metaphorisch als Warnung vor Marcus Antonius gebrauchte. Heute wird der Ausspruch genutzt, um vor einer unmittelbar bevorstehenden Gefahr zu warnen, häufig auch in ironischer Absicht.
 Ante prandium (a. p.)
„Vor dem Mittagessen“ – Vor dem Mahl auf Arzneiverschreibungen
 Ante Romam Treveris stetit annis mille trecentis.
„Vor Rom stand Trier eintausenddreihundert Jahre.“ – Nach der Gründungssage Triers soll Trebeta, der Sohn des Assyrerkönigs Ninus, Trier 1300 Jahre vor der Entstehung Roms gegründet haben. Der Satz, ein Leoninischer Hexameter, steht auf dem Roten Haus am Trierer Hauptmarkt und bildet die erste Hälfte eines Epigramms, dessen Fortsetzung lautet: „Perstet et aeterna pace fruatur. Amen.“ („Fort soll es bestehen und ewigen Frieden genießen. Amen.“)

## Antiquus
Antiquus amor cancer est.
„Alte Liebe ist ein Krebs.“ (… und kommt wieder zurück.) Petronius, Satyrikon 42,7 (Rede des Freigelassenen Seleucus).
Entspricht unserem Sprichwort „Alte Liebe rostet nicht.“

## Anulus

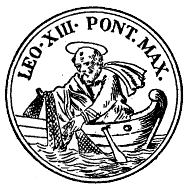
Fischerring Leos XIII.

Anulus piscatorius
„Fischerring“ – Der Ring des Papstes. Auf der Ringplatte ist neben dem Namen des Papstes und dem Fisch der Apostel Petrus dargestellt, der in einem Kahn stehend ein Fischernetz einzieht.

## Anus
Anus mundi
„Arsch der Welt“ – vermutlich Wortspiel in Anlehnung an Annus mundi; möglich ist auch eine ursprüngliche Fehlschreibung (als Haplographie)
 Anus obit
„Obit anus, abit onus: Die Alte stirbt, die Last ist weg.“

## Apage
Apage Satanas.
„Weg mit dir, Satan!“ – Im Mittelalter eine feststehende Formel zur Bannung einer teuflischen Erscheinung

## Apelles
Apelles post tabulam
„Apelles hinter dem Bild“ – Der griechische Maler Apelles hörte sich angeblich hinter seinem Gemälde versteckt das Urteil der Betrachter über seine Gemälde an.

## Apollini
Apollini et Musis
„Apollo und den Musen“ – Apollon und den Musen gewidmet

## Appropinquavit
Appropinquavit regnum dei.
„Das Reich Gottes ist nahegekommen.“ – Wahlspruch von Bischof Peter Kohlgraf (Lk 10,9 ).

## Approximavit
Approximavit sidera.
„Er brachte die Gestirne näher.“ – ursprüngliche Inschrift auf dem Grabstein des Optikers und Physikers Joseph von Fraunhofer

## Aqua
Aqua fons vitae est
„Das Wasser ist die Quelle des Lebens“
 Aqua vitae
„Wasser des Lebens“ – Aquavit

## Aquila
Aquila non captat muscas.
„Ein Adler fängt keine Fliegen.“

## Aquis
Aquis submersus
„Im Wasser versunken“ – Novelle von Theodor Storm. Storm war von einem Bild inspiriert, das eine Predigerfamilie zeigt. Dem Sohn der Familie war ein weiteres Bild gewidmet mit der Inschrift:
„Henricus Bonnix, aquis incuria servi submersus obyt Ao 1656, 17 May, aetatis 10“ – „Heinrich Bonnix, infolge der Unachtsamkeit eines Dieners im Wasser versunken und gestorben im Jahre 1656, am 17. Mai, zehnjährig“.

## Arbiter
Arbiter elegantiarum
„Schiedsrichter des Eleganten“ – Geschmacksrichter der feinen Lebensart. Beiname des Senators und Satirikers Titus Petronius, der als arbiter elegantiae Neros galt, der ihn unter seine wenigen Vertrauten aufnahm und ihm die Rolle als „Schiedsrichter des feinen Geschmacks“ überließ. Der Begriff wurde in der Neuzeit für Persönlichkeiten verwendet, die in Kreisen der Oberschicht den modischen Stil vorgaben, wie etwa um 1800 der britische Dandy Beau Brummell.
 Arbiter artis
„Schiedsrichter der Kunst (Künste)“

## Arcanum
Arcanum boni tenoris animae
„Das Geheimnis der guten Laune“ – Motto der Starobrno-Brauerei in Brünn.

## Ardere
Ardere et lucere.
„Glühen (glänzen) und leuchten“.

## Arma

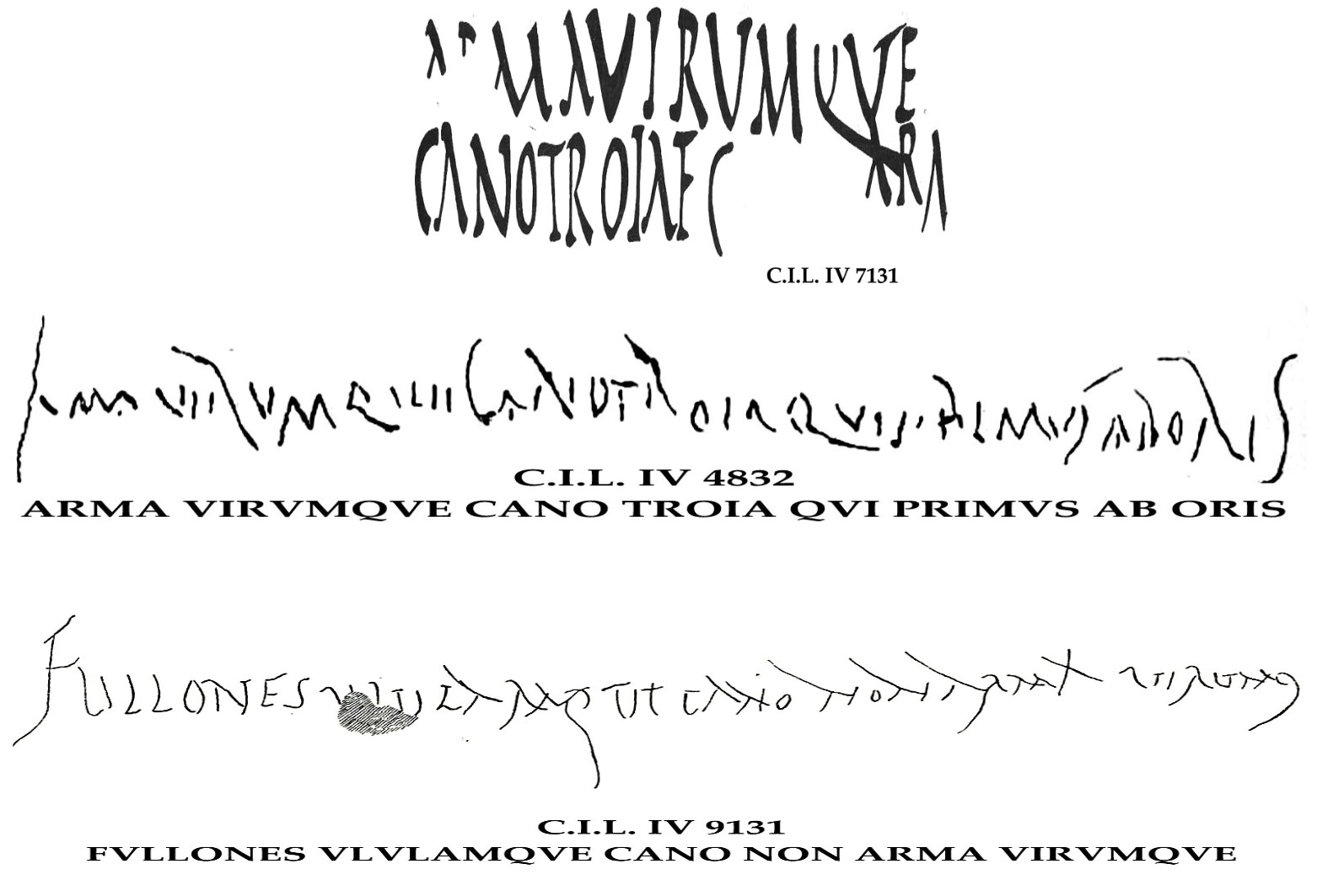
Graffiti in Pompeji mit dem Beginn der Aeneis

Arma virumque cano
„Ich singe von Waffen und einem Mann“ – Beginn von Virgils Epos Aeneis.
Arma virumque cano, Troiae qui primus ab oris

Italiam fato profugus Laviniaque venit

litora, multum ille et terris iactatus et alto

vi superum saevae memorem Iunonis ob iram,

multa quoque et bello passus, dum conderet urbem

inferretque deos Latio, genus unde Latinum

Albanique patres atque altae moenia Romae.
Ich besinge die Waffen und den Mann, der als erster flüchtig durch

das Schicksal von Trojas Küsten nach Italien und an die lavinische Küste

kam; jener wurde viel zu Lande und auf hoher See herumgetrieben

durch die Macht der Götter wegen des dauernden Zornes der grimmigen Juno;

er erlitt auch viel im Krieg, bis er eine Stadt gründete

und seine Götter nach Latium hineintrug, woher das latinische Geschlecht,

Albas Väter und die hohen Stadtmauern Roms stammen.
 Inter arma (enim) silent leges
„Unter Waffen schweigt (nämlich) das Gesetz“ – abgewandelter Ausspruch von Cicero in seiner Rede Pro Milone: „Silent enim leges inter arma.“

## Ars
Ars gratia artis
„Kunst um der Kunst willen“ – Auch zu finden im Logo der Filmgesellschaft Metro-Goldwyn-Mayer.
 Ars longa, vita brevis.
„Die Kunst ist lang, das Leben kurz.“ Hippokrates, zitiert von Seneca, De brevitate vitae 1,1: „Inde illa maximi medicorum exclamatio est: vitam brevem esse, longam artem.“
 Ars moriendi
„Die Kunst zu sterben“ – Mit diesem Buchtitel aus dem 15. Jahrhundert war die Kunst gemeint, bußfertig in den Himmel zu kommen.
 Ars sterilis
„Unfruchtbare Kunst“ – „brotlose Kunst“
 Ars vivendi
„Die Kunst zu leben“

## Artem

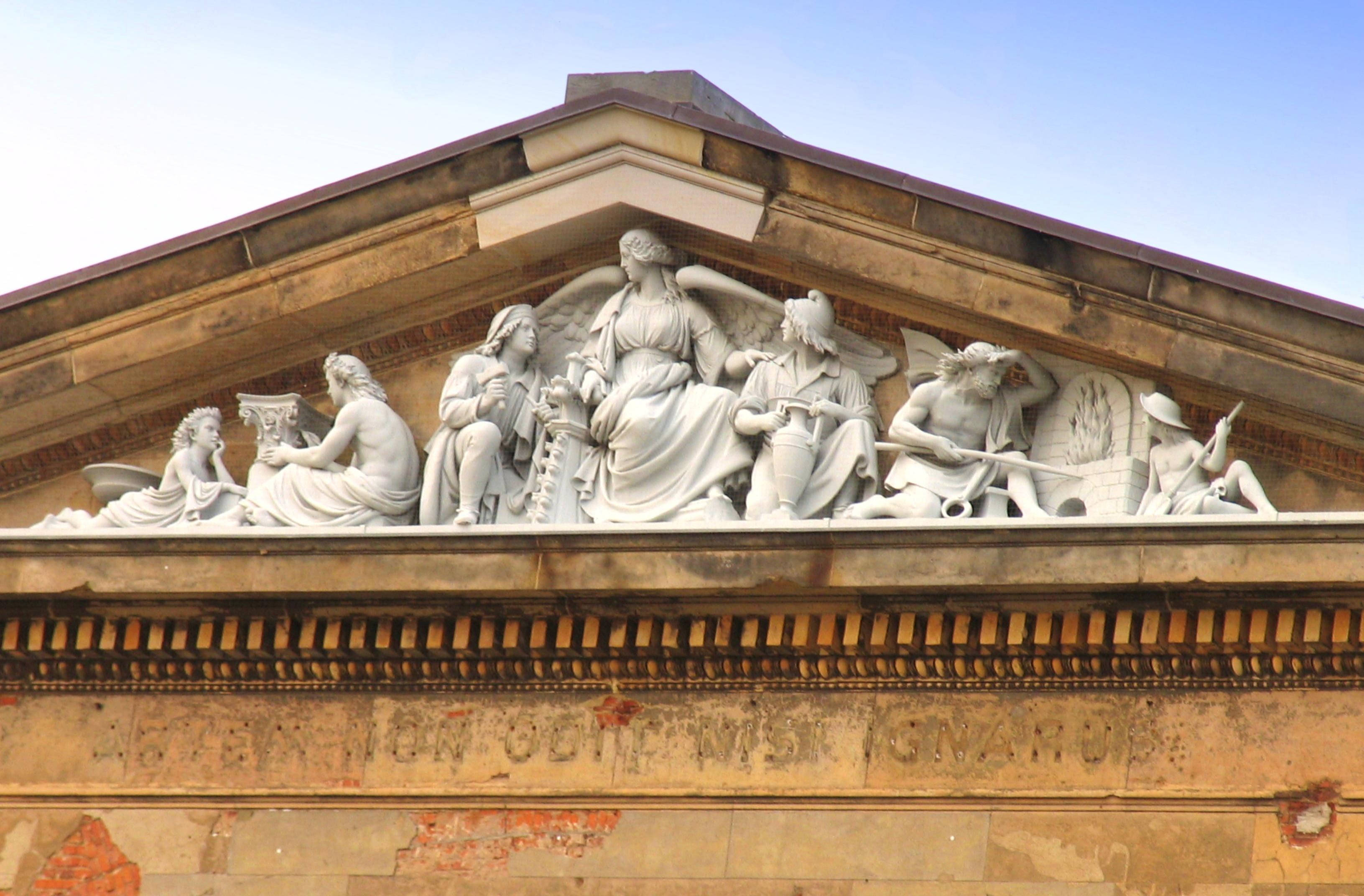
Neues Museum mit der verwitterten Inschrift „Artem non odit nisi ignarus.“ (Zustand 2005; Inschrift im Zuge der Rekonstruktion des Museums wiederhergestellt, vergleiche Ansicht in Aufnahme von 2009.)

Artem non odit nisi ignarus.
„Nur der Dumme verachtet die Kunst.“ – Inschrift über dem Tympanon des Westgiebels des Neuen Museums auf der Museumsinsel in Berlin

## Artis
Artis Bohemiae Amicis.
„Den Freunden der tschechischen Kunst.“ – Die Medaille vom Ministerium für Kultur der ČR, mit der herausragende ausländische Künstler für ihre lebenslange Präsentation tschechischer Kunst geehrt werden.

## Asinus
Asinus asino pulcherrimus.
„Der Esel (ist) für den Esel der Schönste.“
 Asinus asinorum in saecula saeculorum
„Er ist der Esel der Esel auf ewig.“ – „der größte Dummkopf aller Zeiten“ (asinus asinorum: selbst für die Esel  ist er ein Esel.)
 Asinus asinum fricat
„Der Esel reibt den Esel.“ oder „Esel reibt sich an Esel.“
„Die Narren gratulieren sich gegenseitig.“ oder „Zwei Dummköpfe loben sich gegenseitig überschwänglich.“
 Asinus humanum est.
„Der Esel ist etwas Menschliches.“ – Aus einem Liedtext der Sportfreunde Stiller, eine Anspielung auf Errare humanum est („Irren ist menschlich.“):
Niveau ist keine Creme,

Empathie ist kein Problem,

Nachhaltig stellen wir fest:

Asinus humanum est.

## Astra

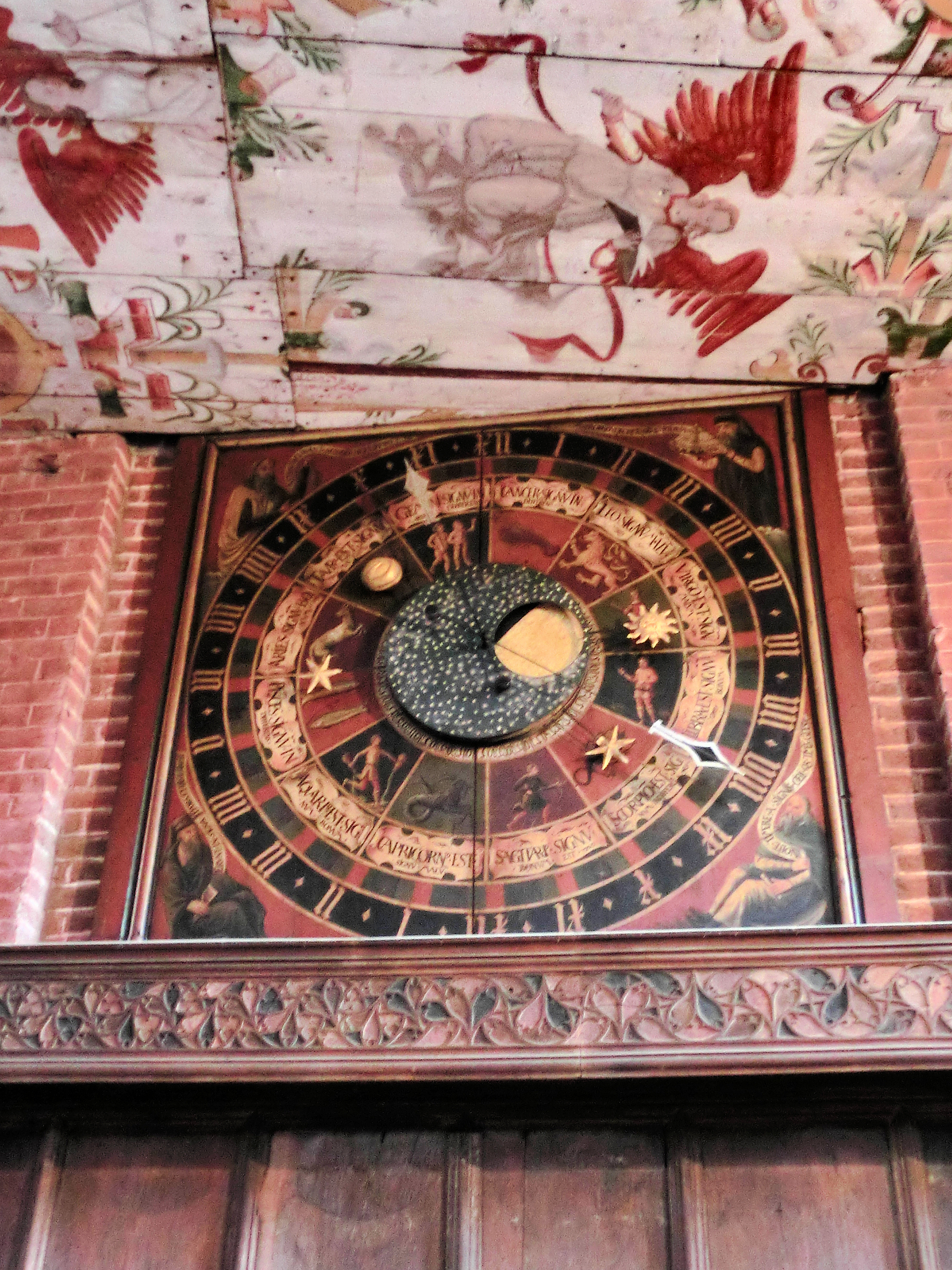
Astronomische Uhr in Stendal

Astra inclinant, non necessitant.
„Die Sterne machen nur geneigt, sie zwingen nicht.“ – Johannes Keplers Auffassung von der Astrologie, die den Einfluss der Sterne bejaht, jedoch die freie Willensentscheidung nicht aufhebt und die Allmacht Gottes nicht in Abrede stellt.
Aufschrift auf der astronomischen Uhr der Marienkirche in Stendal
Eine andere Version ist: „Astra inclinant, sed non obligant.“ („Die Sterne machen geneigt, aber sie zwingen nicht.“)

## Attempto
Attempto
„Ich wag’s.“
Wahlspruch von Eberhard I. (Eberhard im Bart), Herzog von Württemberg, − dieser ist auch auf seinem Grab zu entdecken – und Motto der von ihm begründeten Eberhard-Karls-Universität Tübingen.

Details des Grabs von Eberhard I.
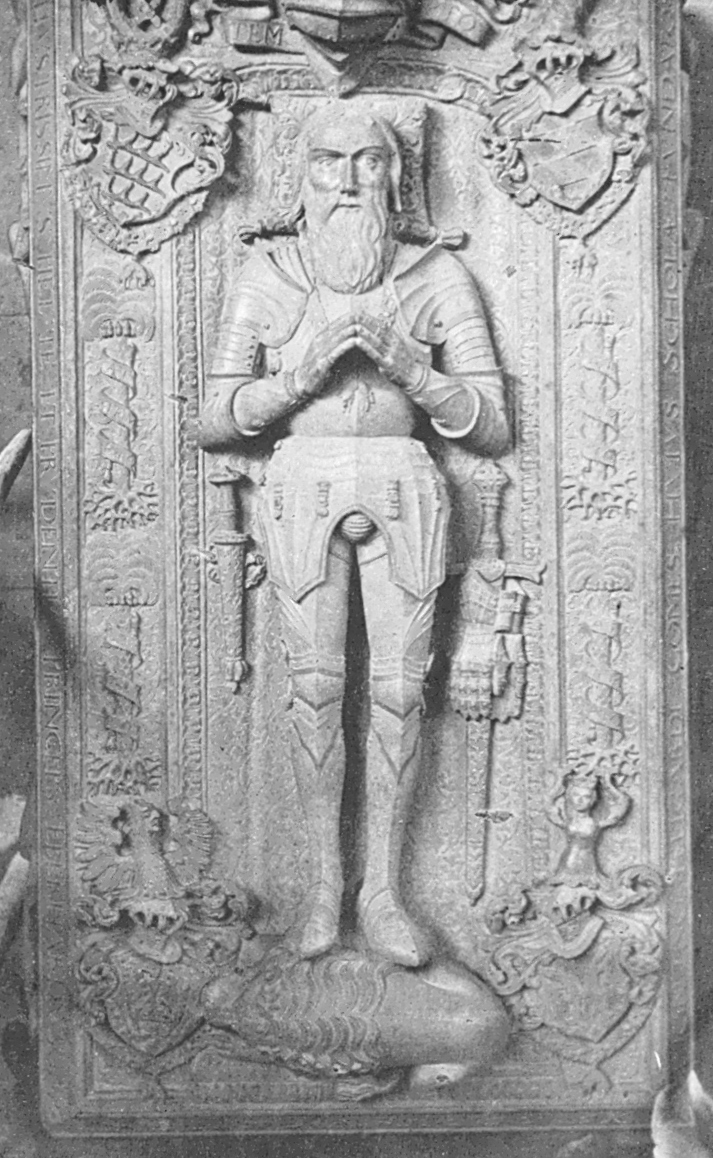
Ansicht des Grabmals von oben, oberster Rand abgeschnitten, dort ist zu lesen: TEM-PTO (Aufnahme von 1880)
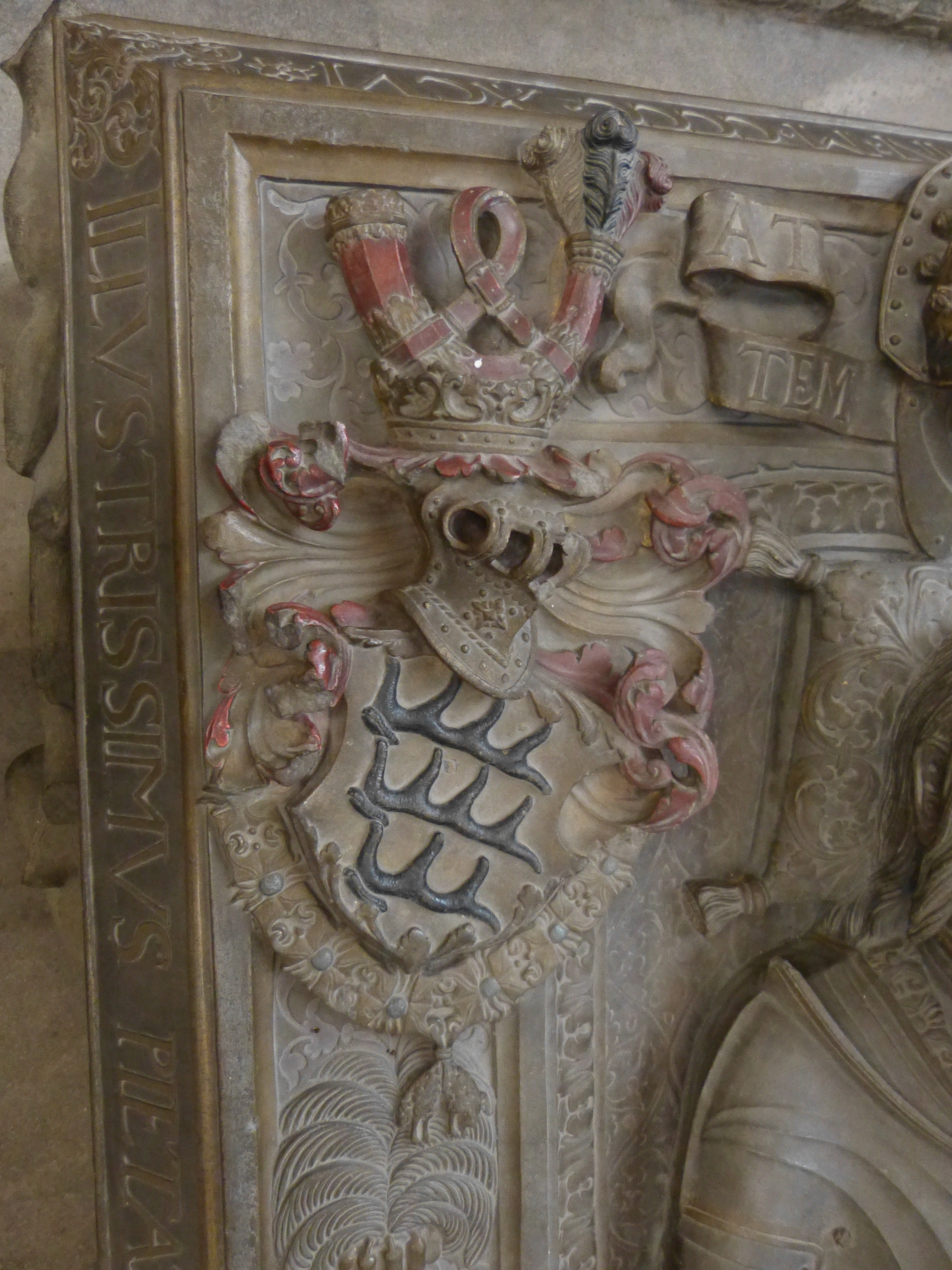
AT-TEM (im Bild rechts oben)
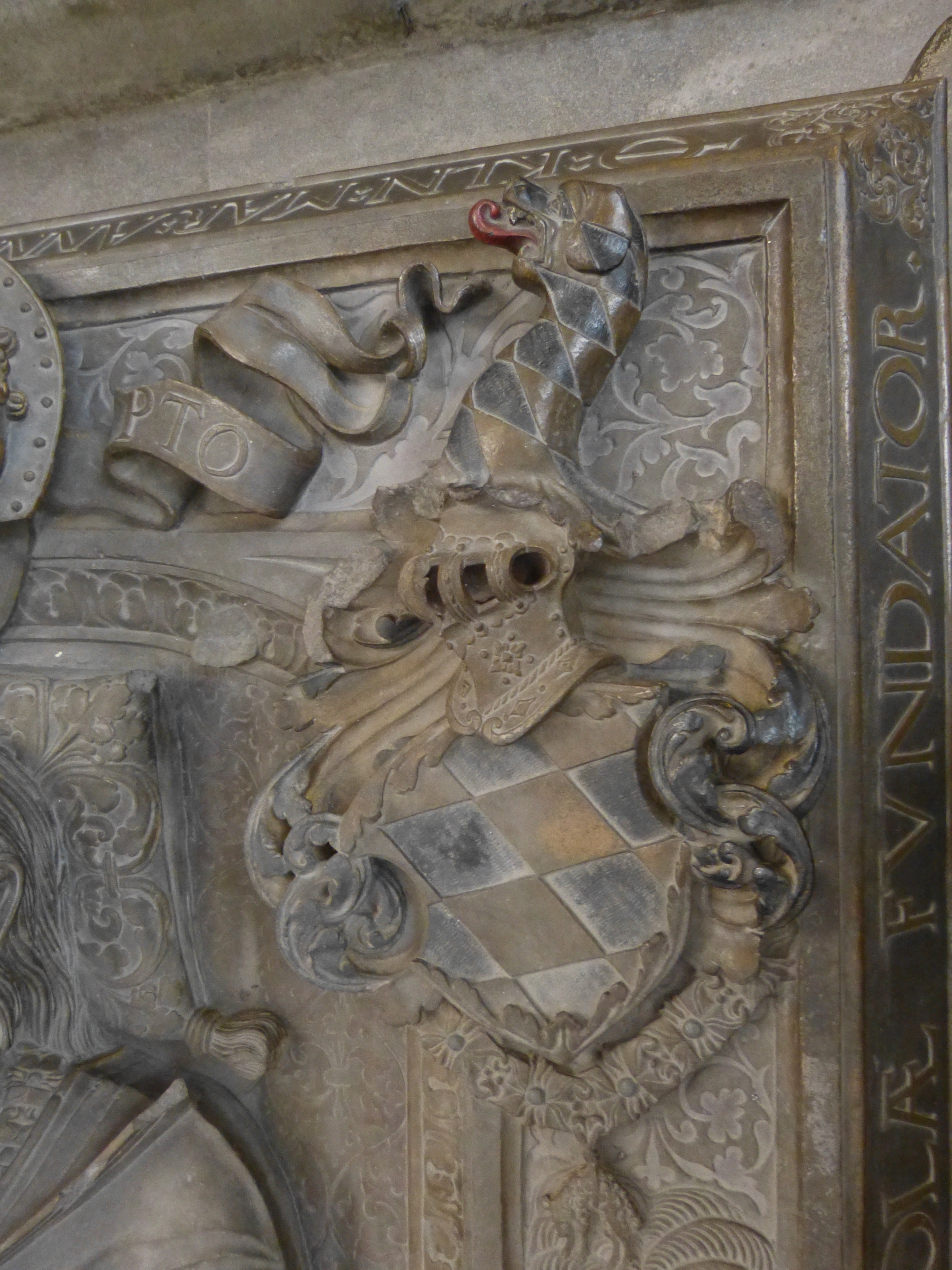
PTO (im Bild links oben)

## Attica

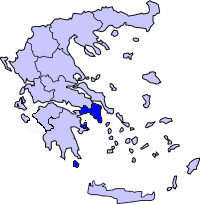
Griechenland, Attika hervorgehoben

Attica fides
„Attische Treue“ – Die Athener hatten der Gottheit der Treue (altgriechisch Πίστις Pístis, lateinisch Fides) einen Tempel errichtet.
 Attica musa
„Attische Muse“ – attischer Witz, weil unter den Griechen die Bewohner Attikas die höchste Bildung besaßen.
 Atticus testis
„Attischer Zeuge“ – Eigentlich ein unbestechlicher Zeuge, ironisch aber ein falscher Zeuge

## Audaces
Audaces fortuna iuvat.
„Die Wagemutigen unterstützt Fortuna.“ – „Den Kühnen hilft das Glück.“
Ein entfernt ähnliches deutsches Sprichwort ist „Frisch gewagt ist halb gewonnen.“
Häufig Vergil zugeschrieben, aber in dieser Formulierung nicht bei ihm zu finden. In der Aeneis (Buch 10, Vers 284) heißt es stattdessen: „Audentis fortuna iuvat“ („audentis“ ist archaisierend für „audentes“), Sinn und Übersetzung sind allerdings identisch.
Damit ist der Satz nach Vergils Version eine weitere Variation des älteren „Fortis fortuna adiuvat“.
Motto der Comandos, einer Spezialeinheit des Portugiesischen Heeres, und der Montpelier.
 Audaces fortuna iuvat timidosque repellit.
„Den Kühnen hilft das Glück, die Zaghaften stößt es zurück.“ – Erweiterung von „audaces fortuna iuvat“ mit unbekannter Herkunft, zum Teil irrtümlich Vergil zugeschrieben.

## Audacter
Audacter calumniare, semper aliquid haeret.
„Verleumde dreist, etwas bleibt immer hängen.“ – Plutarch

## Audax
Audax at fidelis
„Kühn, aber treu“ – Motto des australischen Bundesstaates Queensland
 Audax et fidelis
„Kühn und treu“

## Audemus
Audemus jura nostra defendere.
„Wir wagen es, unsere Rechte zu verteidigen.“ – Motto des US-Bundesstaates Alabama

## Audentes

Wappen des ARRC mit Motto „Audentis Fortuna Iuvat“

Audentes fortuna iuvat.
„Die Wagemutigen unterstützt Fortuna.“ – „Den Kühnen hilft das Glück.“
Bei Vergil in der Aeneis (Buch 10, Vers 284) heißt es: „Audentis fortuna iuvat“ („audentis“ ist archaisierend für „audentes“).
Dies ist eine Variation des älteren „Fortis fortuna adiuvat“, siehe dort ausführlicher. Eine weitere Variation ist „Audaces fortuna iuvat.“
In der Vergilvariante Motto des Allied Command Europe Rapid Reaction Corps (ARRC).

## Audere
Audere est facere.
„Es zu wagen ist, es zu tun.“ – Motto des englischen Fußballclubs Tottenham Hotspur

## Audi
Audi alteram partem.
„Höre auch den anderen Teil!“ – Variante von „Audiatur et altera pars.“
 Audi, vide, sile.
„Hör, sieh und schweig!“
 Audi, vide, tace
„Hör, sieh und schweig“ – Motto des tschechischen Inlandsgeheimdienstes BIS
 Audi, vide, tace, si vis vivere in pace.
„Höre, sieh und schweige, wenn du in Frieden leben willst.“

## Audiatur

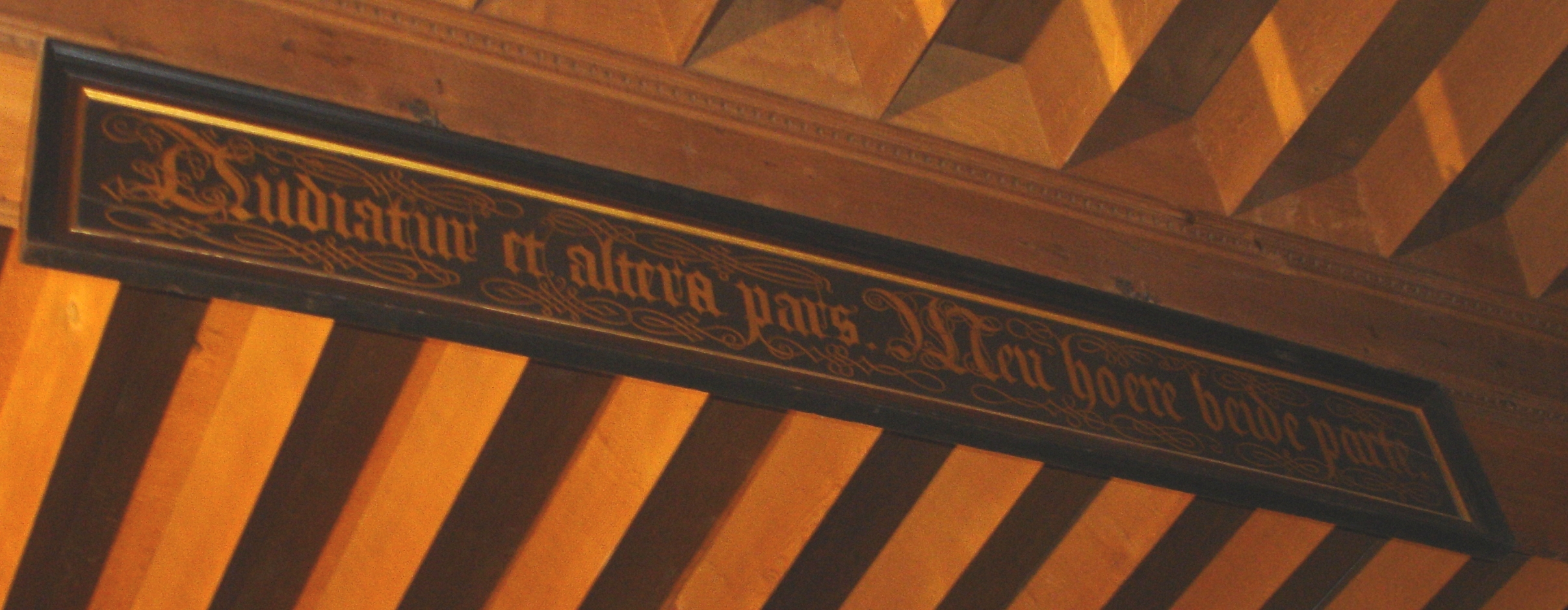
Inschrift am Friedenssaal von Münster: „Audiatur et altera pars – Men hoere beide Parte“

Audiatur et altera pars.
„Auch die andere Partei soll gehört werden.“ – Maxime, die auf Römisches Recht zurückgeht: In einem Rechtsstreit genügt es nicht, nur eine Seite zu Wort kommen zu lassen.

## Audio
Audio, video, disco.
„Ich höre, ich sehe, ich lerne.“

## Aurea
Aurea mediocritas
„Goldene Mitte“ – Nach Horaz, carmina 2,10,5, wo es heißt: „Wer die goldene Mitte wählt […]“ („Auream quisquis mediocritatem diligit […]“).
Die Wahl der „Mitte“, verstanden als das Vermeiden der Extreme, war eine in der Antike oft geäußerte ethische Forderung.

## Auri

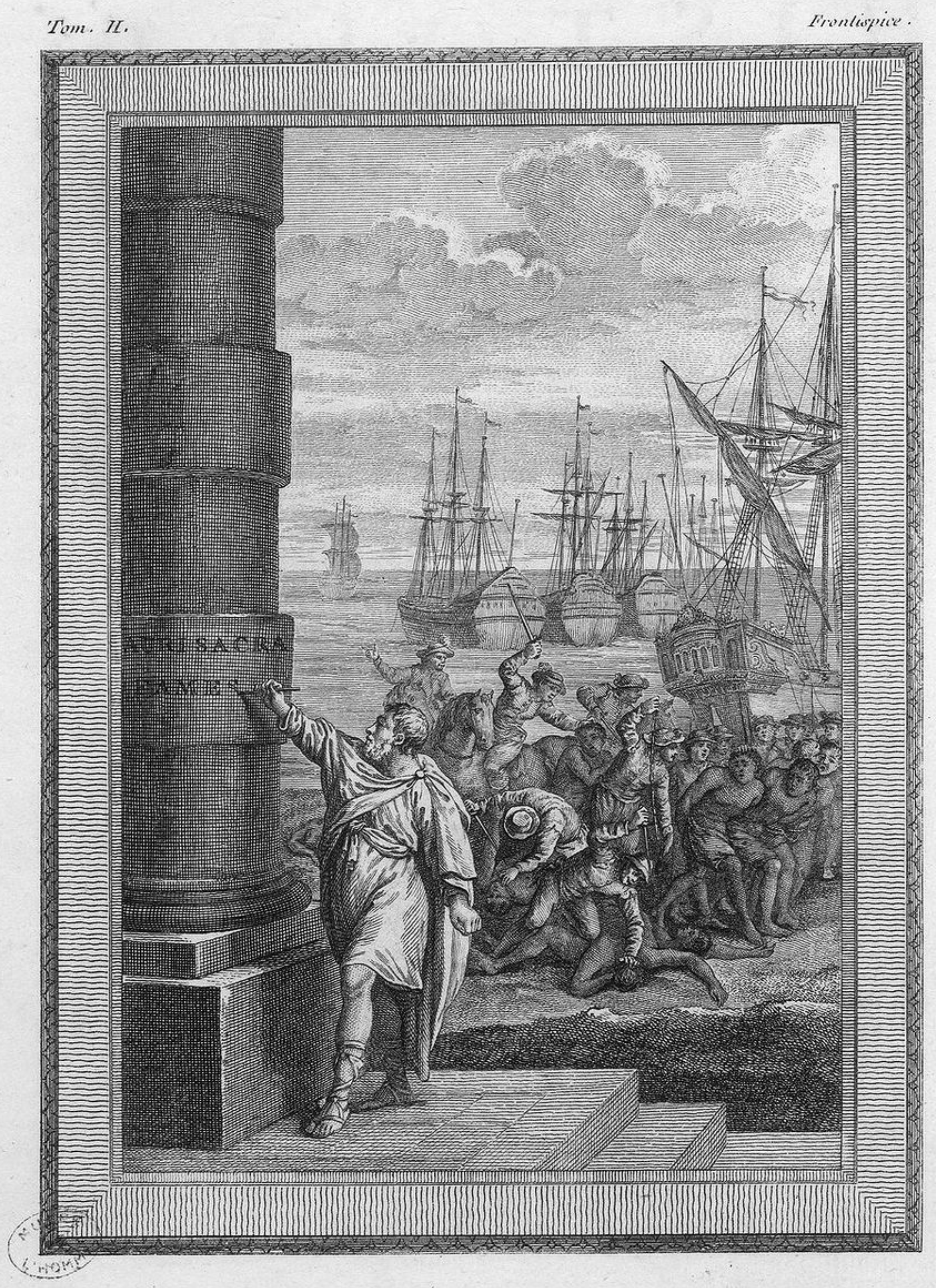
Auri sacra fames (Säulenaufschrift), Andeutung der Massaker an karibischen Ureinwohnern und ihrer Versklavung (Frontispiz zu Die Geschichte beider Indien von Abbé Raynal)

Auri sacra fames
„Verfluchter Hunger nach Gold“ – Aus Vergils Aeneis 3,56f:
„Quid non mortalia pectora cogis, auri sacra fames“ – „Wozu treibst du nicht die Herzen der Menschen, verfluchter Hunger nach Gold!“

## Auro
Auro loquente omnis oratio inanis est
„Wenn Gold spricht, ist jede Rede unwirksam“ – Nach Erasmus von Rotterdam, Adagia 3,3,16: „Auro loquente nihil pollet quaevis oratio.“ („Wenn Gold spricht, gilt jede beliebige Rede nichts.“)

## Aurora

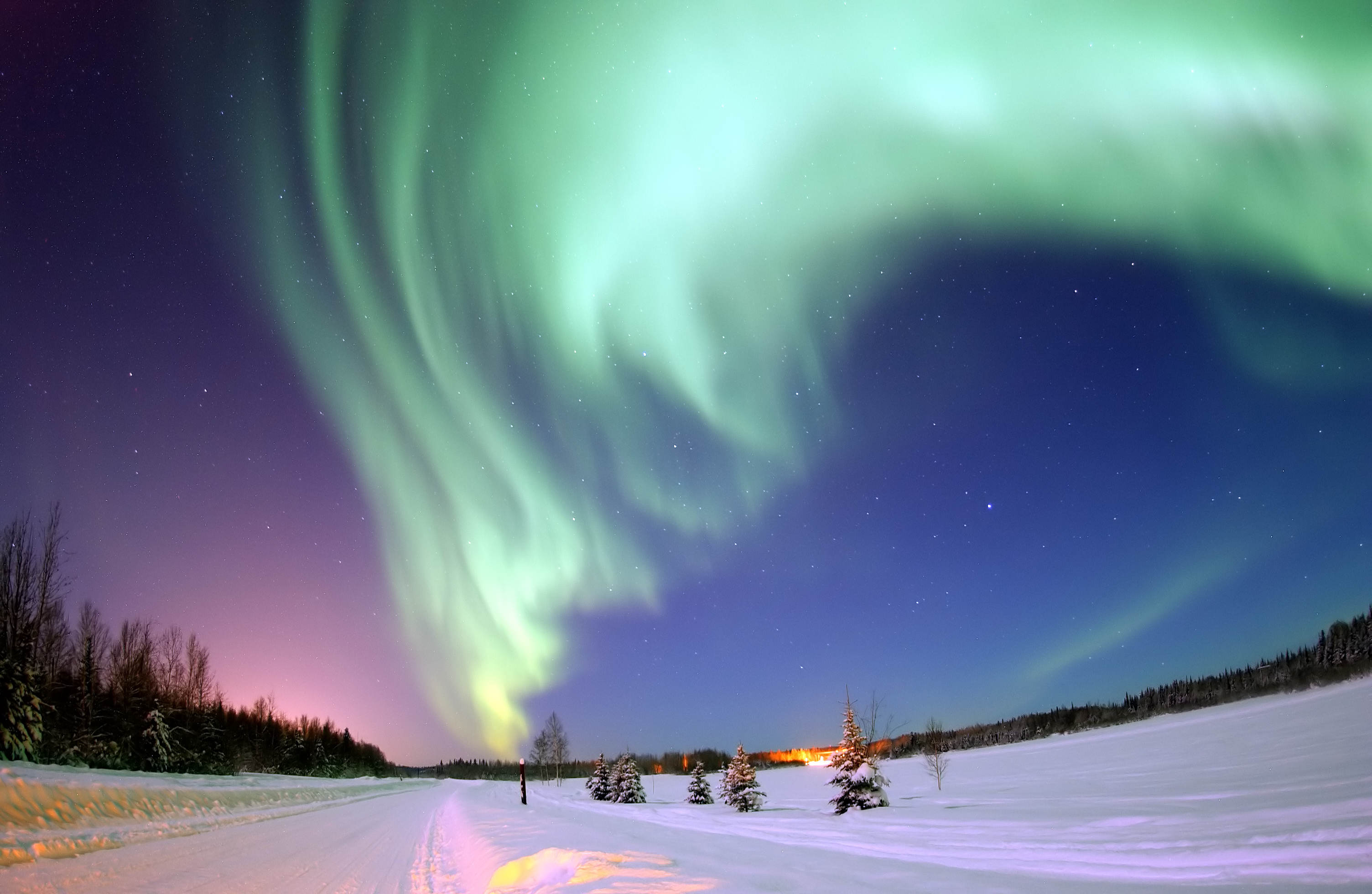
Aurora Borealis, fotografiert in Alaska

Aurora Borealis
„nördliche Morgenröte“ – Aurora war die römische Göttin der Morgenröte, Boreas der Nordwind. Aurora borealis, das Nordlicht, ist das Polarlicht der Arktis, Aurora australis, das Südlicht, Polarlicht der Antarktis.

## Auspicium

Auspicio Regis et Senatus Angliae
„Unter den Wahrzeichen des Königs und des Parlaments von England“ – Motto der Britischen Ostindien-Kompanie
 Auspicium melioris aevi
„Verheißung einer besseren Zeit“ – Motto des Orden vom Heiligen Michael und Georg

## Aut
Aut Caesar aut nihil
„Caesar oder nichts“ – Alles oder nichts. Motto des Cesare Borgia.
 Aut idem
„Oder das Gleiche“
Erlaubt als Vermerk des Arztes auf einem Rezept dem Apotheker die Substitution des verordneten Mittels durch ein wirkstoffgleiches.
 Aut prodesse volunt aut delectare poetae.
„Dichter wollen entweder nützen oder unterhalten.“ – Horaz, De arte poetica, 333.
Der Dichter setzt selbst fort: „[…] aut simul et iucunda et idonea dicere vitae“ – „[…] oder zugleich Angenehmes und für das Leben Nützliches sagen“ (334).
 Aut vincere, aut mori
„Entweder siegen oder sterben“

## Ave
Ave atque vale.
„Sei gegrüßt und lebe wohl!“ – Aus Catulls Gedicht 101 „am Grab seines Bruders“. Catull besuchte offensichtlich das Grab zum ersten und zugleich letzten Mal, als er 57 v. Chr. im Gefolge des Gaius Memmius auf dem Weg nach Bithynien war.

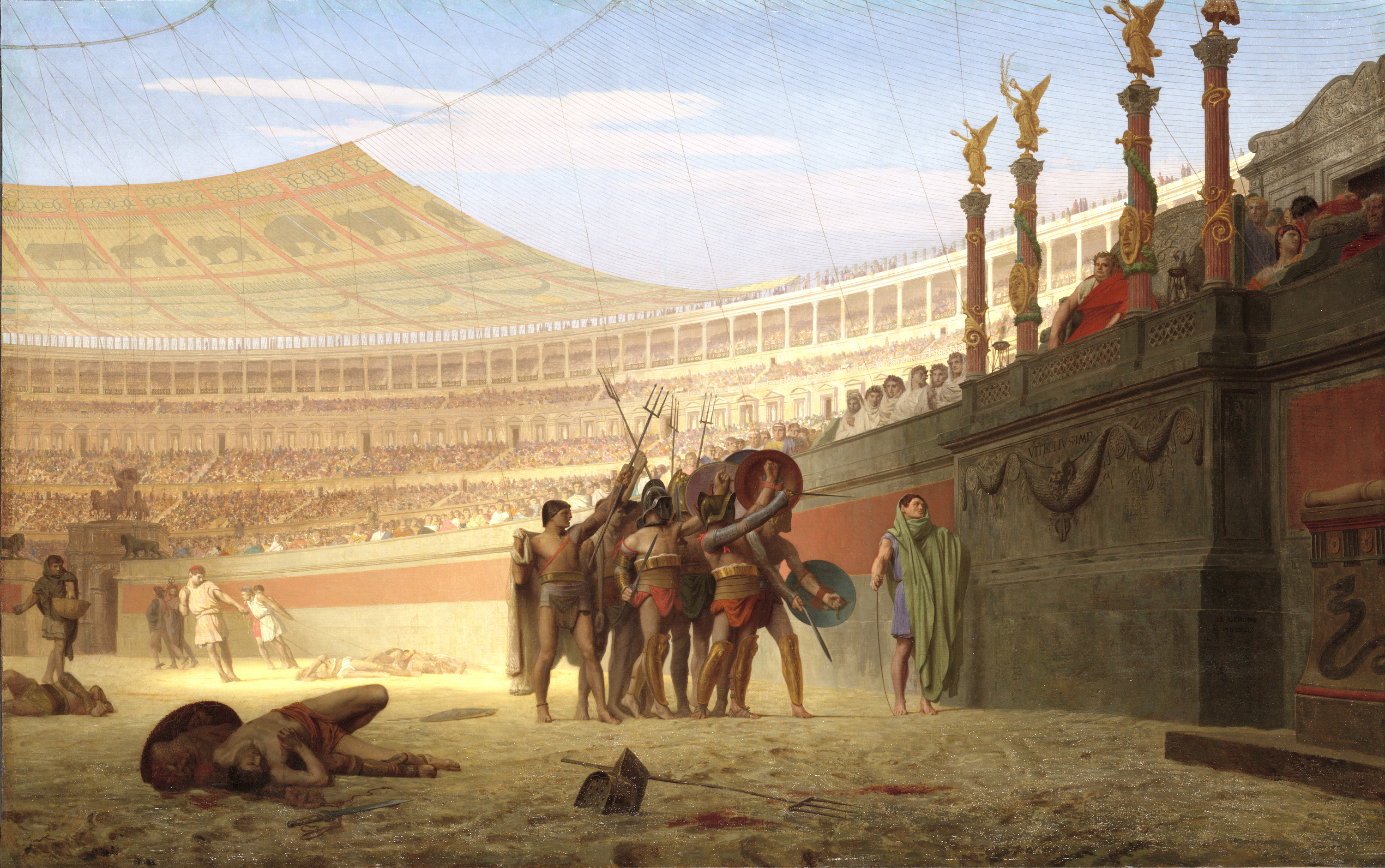
Ave Caesar Morituri te Salutant. Historiengemälde von Jean-Léon Gérôme aus dem Jahr 1859

 Ave Caesar, morituri te salutant
„Sei gegrüßt, Cäsar! Die Todgeweihten grüßen Dich.“ – Begrüßungsformel der Gladiatoren im Circus. Der Satz ist allerdings in den antiken Quellen nur bei Sueton, Vita Divi Claudii 21, überliefert, wo er von zum Tode Verurteilten vor einem Schaukampf gesprochen wird, also nicht von regulär ausgebildeten Gladiatoren.
 Ave Europa nostra vera patria
„Sei gegrüßt, Europa, unsere wahre Heimat!“ – Hymne der rechtsextremen maltesischen Partei Imperium Europa ( Europäisches Reich)
 Ave Maria
„Sei gegrüßt, Maria!“ – Beginn eines Grundgebetes der katholischen Kirche zur Anrufung Marias:
„Ave Maria gratia plena.“ – „Gegrüßet seist Du, Maria, voll der Gnade.“ – Das Ave Maria wurde von Komponisten aller Epochen vertont. Eine der berühmtesten Vertonungen ist das Ave Maria von Charles Gounod, basierend auf einem Präludium von Johann Sebastian Bach (Wohltemperiertes Klavier 1,1). Gleichfalls weit bekannt ist das so genannte Ave Maria von Franz Schubert, das aber ursprünglich ein auf Walter Scott zurückgehendes literarisches Mariengebet vertonte.
 Ave mater Angliae
„Sei gegrüßt, Mutter Englands!“ – Motto der englischen Stadt Canterbury
 Ave verum (corpus)
„Sei gegrüßt, du wahrer (Leib)!“ – spätmittelalterliches Reimgebet
Fassung im Ave verum von Mozart:
Ave, ave, verum corpus, natum de Maria virgine …
(„Sei gegrüßt, wahrer Leib, geboren von Maria, der Jungfrau …“')

## Avenio
Avenio ventosa, sine vento venenosa, cum vento fastidiosa.
„Avignon ist windig, ohne Wind giftig, mit Wind widerwärtig.“ – Die südfranzösische Stadt Avignon ist durch ihre Lage zahlreichen Winden ausgesetzt, darunter auch dem Mistral.